# Johannes Kepler

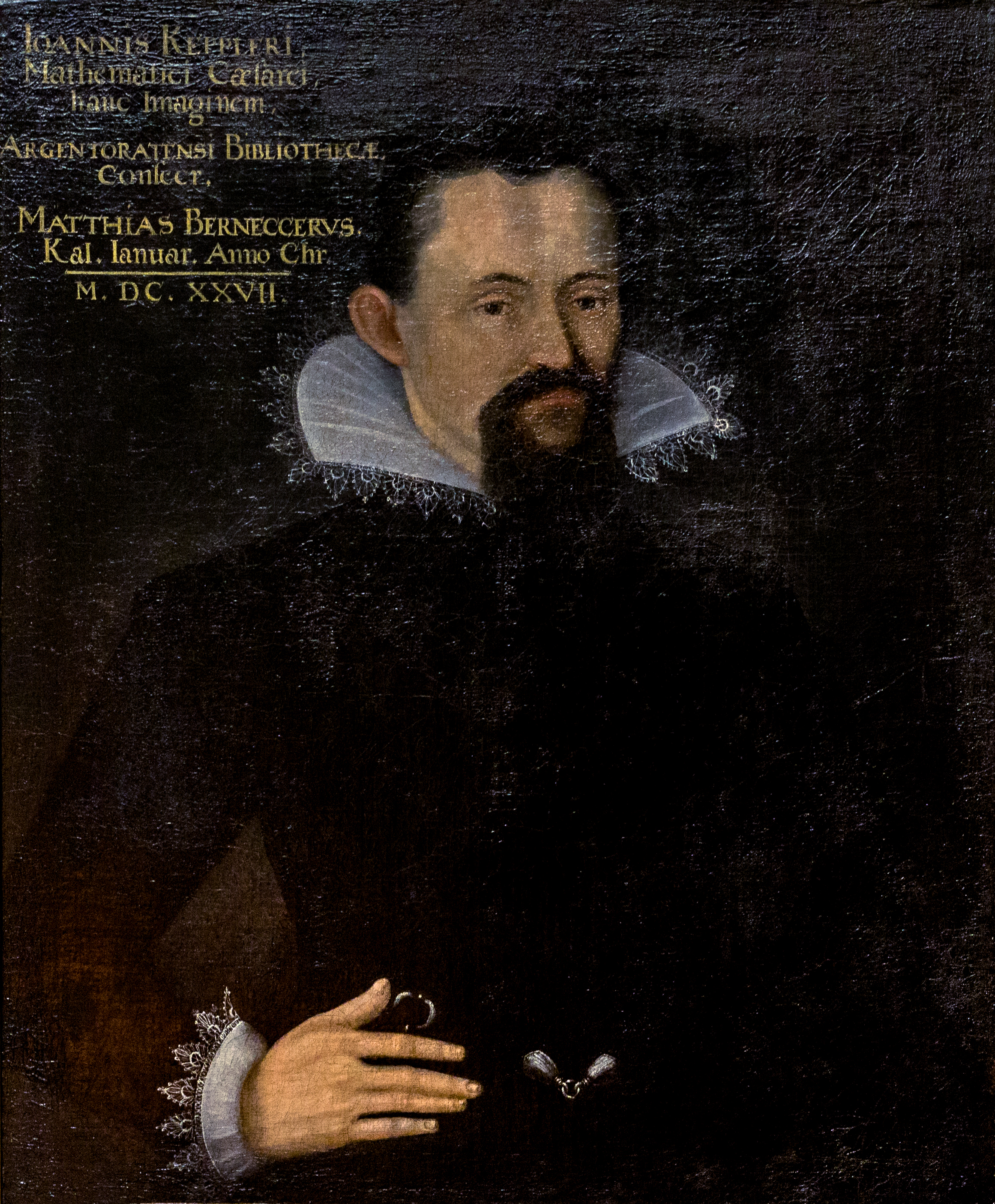
Johannes Kepler (1620), Gemälde im Thomasstift, Straßburg.

Johannes Kepler, auch Johannes Keppler oder Johann Kepler, auch latinisiert Ioannes Keplerus oder Johannes Keplerus (* 27. Dezember 1571jul. in Weil der Stadt; † 15. November 1630greg. in Regensburg), war ein deutscher Astronom, Astrologe, Physiker, Mathematiker und Naturphilosoph. Er war von 1594 bis 1600 im Auftrag der steirischen Landstände als Lehrer für Mathematik in Graz tätig, wo er auch schon mit eigenen wissenschaftlichen Arbeiten begann. In Graz heiratete Kepler 1597 seine erste Ehefrau Barbara Müller. Mit Beginn der Gegenreformation in Graz musste das protestantische Ehepaar im August 1600 die Stadt verlassen und zog nach Prag.
Ab März 1600 kam es in Prag zu einer schwierigen Zusammenarbeit Keplers mit dem kaiserlichen Hofastronomen Tycho Brahe, bis dieser im Oktober 1601 starb. Als Nachfolger Brahes wurde Kepler kaiserlicher Mathematiker und Hofastronom, eine Stellung, die er bis 1627 behielt. Damit war er auch zuständig für das Sachgebiet Kalenderreform und musste den Kaiser bei der Frage beraten, ob man im Heiligen Römischen Reich Deutscher Nation bei der Zeitrechnung den bisher genutzten julianischen Kalender aufgeben und stattdessen mit der von Papst Gregor XIII. bereits 1582 eingeführten neuen Zeitrechnung den neuen gregorianischen Kalender nutzen solle. Als Sachverständiger argumentierte Kepler auf dem Reichstag in Regensburg für die Nutzung des aus astronomischer Sicht gegenüber dem julianischen Kalender verbesserten gregorianischen Kalenders, jedoch wurden seine Wünsche nicht erfüllt, auch weil alle evangelischen Reichsstände auf der Beibehaltung der alten Zeitrechnung beharrten. Zur Annahme des neuen gregorianischen Kalenders entschloss sich der Reichstag erst 80 Jahre später.
Nachdem Keplers Gönner und Schutzherr Kaiser Rudolf 1612 verstorben war, wurde als neuer Kaiser Matthias gewählt. Nachdem ihm der neue Kaiser Matthias seine Stellung und sein Gehalt als kaiserlicher Mathematiker bestätigt hatte, bot Kepler den oberösterreichischen Ständen seine Dienste an. Im Mai 1612 wurde er in Linz an der Schule der Landschaft als Lehrer für Mathematik angestellt. Kurz vor dem Tod des Kaisers Matthias im Jahr 1619 begann der Dreißigjährige Krieg, der in Prag zu Aufständen und Plünderungen führte.
Im Dreißigjährigen Krieg erstellte Kepler für den Oberbefehlshaber der kaiserlichen Armee Generalissimus Wallenstein Horoskope, in denen Wallenstein Schwierigkeiten und sein Todesjahr 1634 vorhergesagt wurden.
Johannes Kepler entdeckte die Gesetzmäßigkeiten, nach denen sich Planeten um die Sonne bewegen. Sie werden nach ihm Keplersche Gesetze genannt. Er machte die Optik zum Gegenstand wissenschaftlicher Untersuchung und bestätigte die Entdeckungen, die sein Zeitgenosse Galileo Galilei mit dem Teleskop gemacht hatte. Kepler zählt damit zu den Begründern der modernen Naturwissenschaften. Mit seiner Einführung in das Rechnen mit Logarithmen trug Kepler zur Verbreitung dieses mathematischen Verfahrens bei. In der Mathematik wurde ein numerisches Verfahren zur Berechnung von Integralen nach ihm Keplersche Fassregel benannt.
Keplers Entdeckungen und seine Formulierung der drei Planetengesetze machten aus dem mittelalterlichen Weltbild, in dem körperlose Wesen die Planeten einschließlich Sonne in stetiger Bewegung hielten, ein dynamisches System, in dem die Sonne durch ihre Fernwirkung die Planeten aktiv beeinflusst. Kepler selbst bezeichnete die Formulierungen seiner Entdeckungen nie als „Gesetze“, denn sie waren in seinen Augen nur Ausdruck einer Weltharmonie, die der Schöpfer seinem Werk mitgegeben hatte. Aus der Sicht Keplers war es auch die göttliche Vorsehung, die ihn als Theologiestudenten zum Studium der Gestirne geführt hatte. Die natürliche Welt war für Kepler nur der Spiegel, in dem die göttlichen Ideen sichtbar werden konnten, und den gottgeschaffenen menschlichen Geist gab es nur, um die göttlichen Ideen zu erkennen und zu preisen.
Kepler ging über den Gedanken hinaus, das kopernikanische System sei lediglich ein (hypothetisches) Modell zur einfacheren Berechnung der Planetenpositionen. Das heliozentrische Weltbild als eine physikalische Tatsache zu sehen stieß nicht nur bei der katholischen Kirche, sondern auch bei Keplers protestantischen Vorgesetzten auf erbitterten Widerstand. Denn in beiden Konfessionen galten die Lehren von Aristoteles und Ptolemäus als unantastbar.

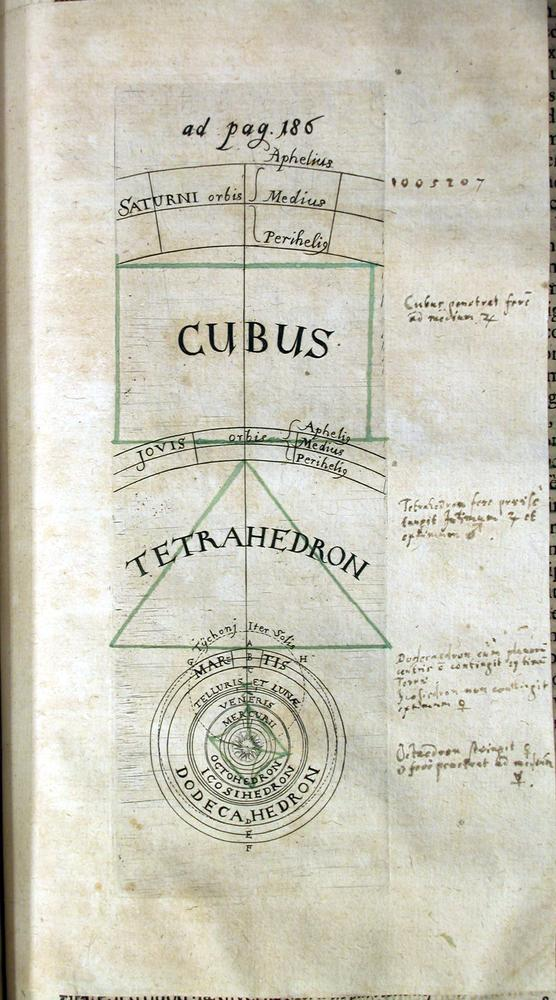
Die platonischen Körper bestimmen die Lage der Planeten (aus Keplers Harmonice mundi, 1619)

Dass Kepler auch eine ganzheitliche Philosophie vertrat, hebt u. a. der Historiker Volker Bialas hervor. Für Kepler als theologisch gebildeten Astronomen war eines der Hauptmotive seiner Arbeit, „Priester am Buch der Natur“ zu sein. Zu Glaubensfragen und zu den Streitigkeiten in der Zeit der Reformation äußerte sich Kepler mehrmals nur in versöhnlicher Weise.

## Leben

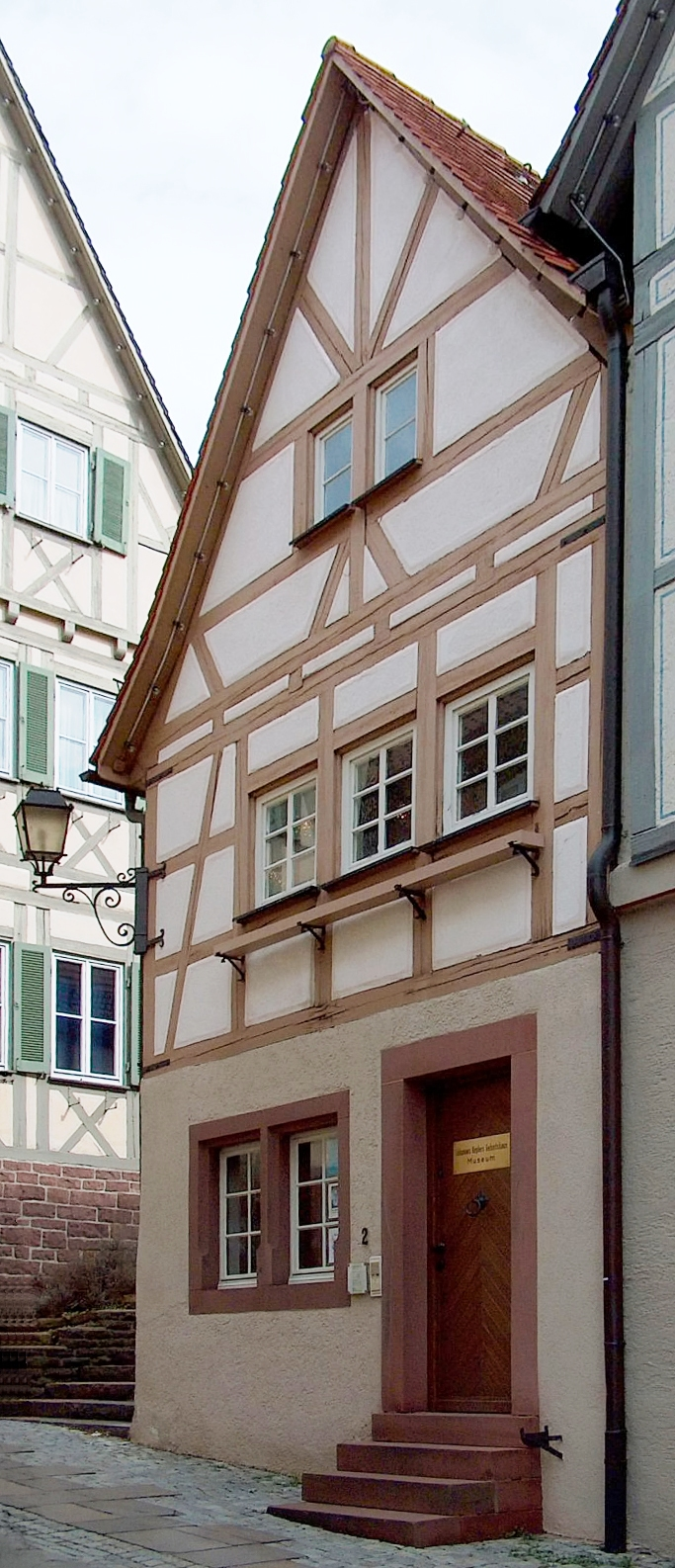
Geburtshaus von Johannes Kepler in Weil der Stadt

### Kindheit und Ausbildung (1571 bis 1594)
Johannes oder Johann Kepler wurde am 27. Dezember 1571 in der freien Reichsstadt Weil der Stadt geboren. Die Stadt ist heute Teil des Großraums Stuttgart und liegt 30 Kilometer westlich des Stuttgarter Stadtzentrums. Keplers Großvater Sebald Kepler (1519–1596) war Bürgermeister dieser Stadt, verheiratet mit Catharina Müller. Zu der Zeit von Johannes Keplers Geburt befand sich die Familie im wirtschaftlichen Niedergang. Sein Vater, Heinrich Kepler, verdiente einen unsicheren Lebensunterhalt als Händler und verließ mehrmals die Familie, um im Ausland als Söldner zu dienen. Seine Mutter Katharina, Tochter eines Gastwirts, war eine Kräuterfrau und wurde später der Hexerei angeklagt. Kepler wohnte von 1579 bis 1584 mit seinen Eltern in Ellmendingen, wo sein Vater das Gasthaus „Sonne“ gepachtet hatte.
Als Frühgeburt wurde Johannes immer als schwaches und krankes Kind bezeichnet. 1575 überstand er eine Pockenerkrankung, die jedoch bleibend sein Sehvermögen beeinträchtigte. Trotz seines schlechten Gesundheitszustandes war er frühreif und beeindruckte Reisende im Gasthaus seiner Mutter oft mit seinen mathematischen Fähigkeiten. Keplers Mutter weckte schon früh sein Interesse für Astronomie. Sie zeigte ihm den Kometen von 1577 und die Mondfinsternis von 1580.
Kepler besuchte die erste Klasse der Lateinschule in Leonberg und die zweite Klasse der Lateinschule in Ellmendingen. In den Jahren 1580 und 1581 musste er die Schulausbildung unterbrechen. 1582 besuchte er die dritte Klasse der Lateinschule, „da er sonst zu nichts taugt“. Kepler besuchte ab 1584 (16. Oktober) die Klosterschule in Adelberg, von 1586 (26. November) an nach bestandenem Landexamen die höhere evangelische Klosterschule im ehemaligen Kloster Maulbronn.
Nach dem Erwerb eines Stipendiums begann er trotz bescheidener familiärer Verhältnisse 1589 ein Theologiestudium am Evangelischen Stift in Tübingen. Er studierte bei dem Mathematiker und Astronomen Michael Mästlin, sah sich selbst als überragenden Mathematiker und erwarb sich den Ruf eines geschickten Astrologen. Unter der Anleitung von Michael Mästlin lernte er das heliozentrische System der Planetenbewegungen des Nikolaus Kopernikus kennen. Er wurde zum Kopernikaner und verteidigte das kopernikanische Weltbild sowohl von einer theoretischen als auch von einer theologischen Sicht in Debatten der Studenten. Während des Studiums freundete er sich mit dem Juristen Christoph Besold an. Am 11. August 1591 wurde er Magister.

### Kepler in Graz (1594 bis 1600), Umzug nach Prag

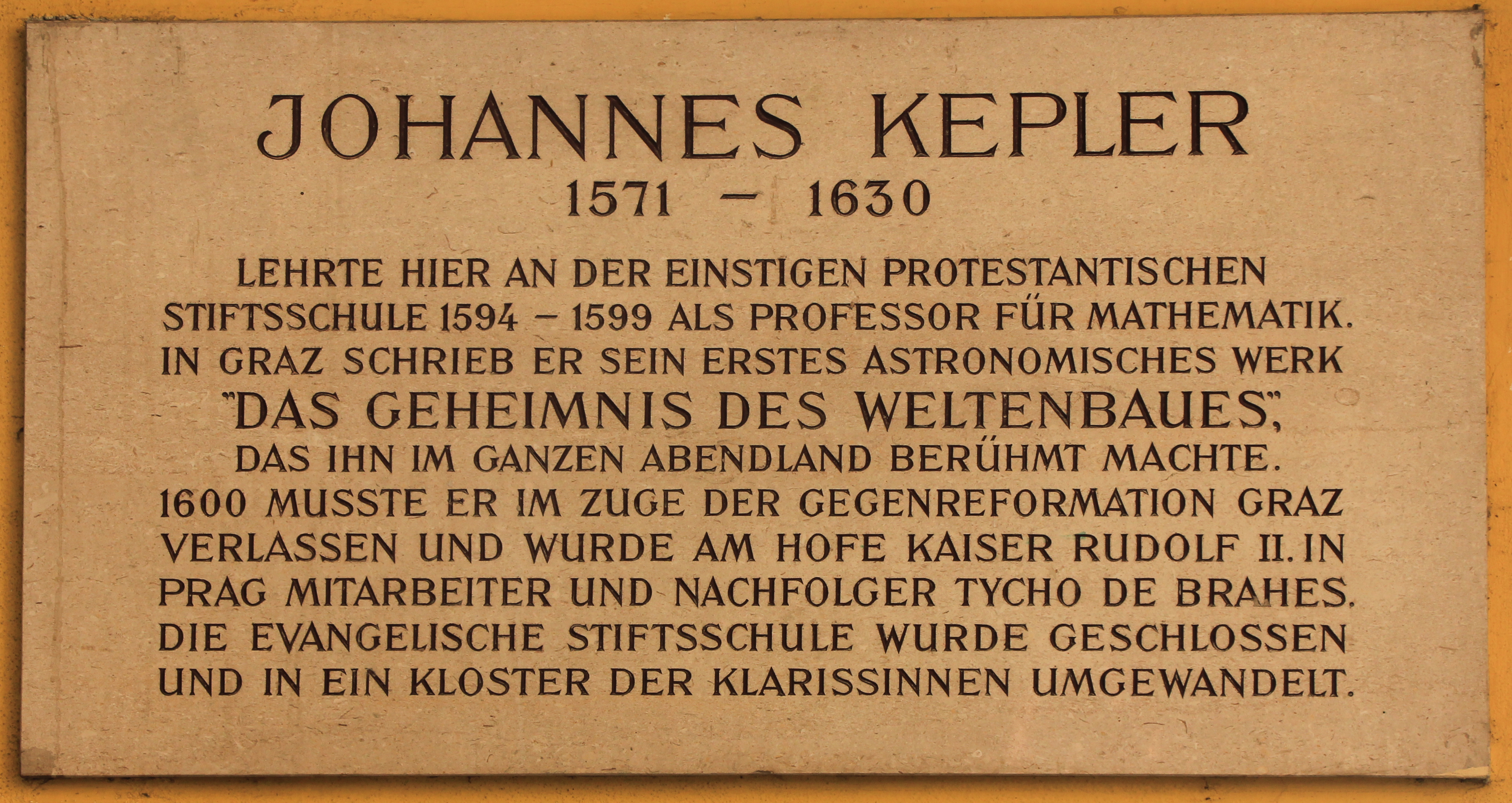
Gedenktafel in Graz

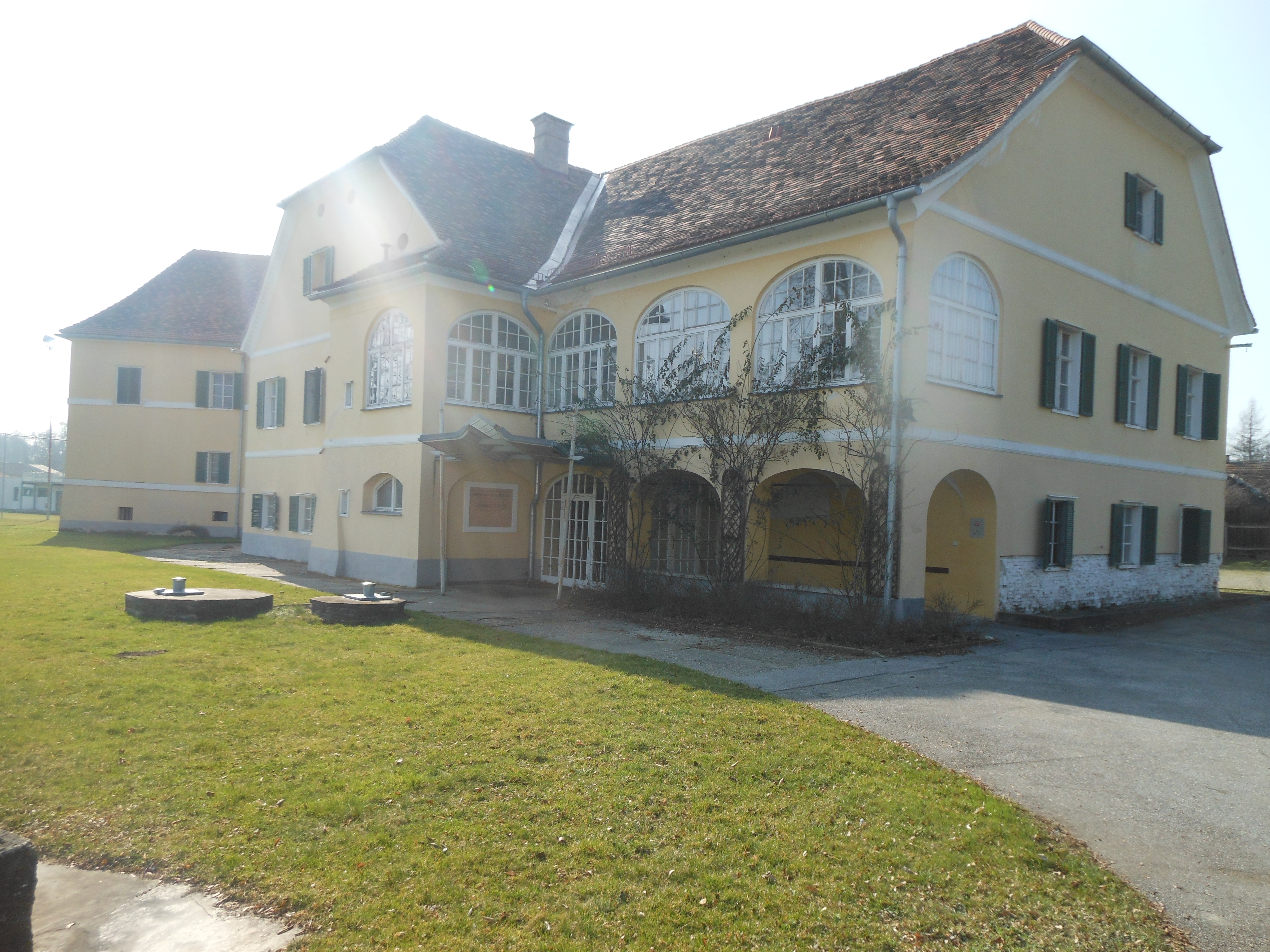
Wohnhaus von Johannes Kepler in Gössendorf 1597–1599, das Schloss Mühlegg

Kepler wollte ursprünglich protestantischer Geistlicher werden. 1594 nahm er jedoch im Alter von 23 Jahren einen Lehrauftrag für Mathematik an der evangelischen Stiftsschule in Graz an. Diese Hochschule war das protestantische Gegenstück zur Universität, die von Jesuiten geleitet wurde und Motor der Gegenreformation war. In Graz begann Kepler mit der Ausarbeitung einer kosmologischen Theorie, die sich auf das kopernikanische Weltbild stützte. Ende 1596 veröffentlichte er die Theorie unter der Bezeichnung Mysterium Cosmographicum.
Im Dezember 1595 begegnete Kepler der 23-jährigen Barbara Müller, die bereits zweifach verwitwet war und eine Tochter hatte. Das von ihren verstorbenen Ehemännern ererbte Vermögen machte sie zu einer guten Partie. Als Kepler um sie warb, lehnte ihr Vater, ein wohlhabender Müller, eine Heirat mit dem aus seiner Sicht armen Kepler zunächst ab und brachte damit die Verbindung beinahe zum Scheitern. Er lenkte schließlich ein, als Vertreter der Kirche Druck auf ihn ausübten, Kepler als Schwiegersohn anzuerkennen. Kepler und Barbara Müller heirateten im April 1597. Das Paar bekam fünf Kinder. Ein Sohn und eine Tochter (Heinrich und Susanna) überlebten ihre Kindertage nicht.
Danach wurden die Kinder Susanna (* 1602), Friedrich (* 1604) und Ludwig (* 1607) geboren. 
Im Dezember 1599 lud der kaiserliche Hofastronom Tycho Brahe Kepler ein, mit ihm in Prag zu arbeiten.
Bereits im Jahr 1600 wurde in Graz die Gegenreformation vollzogen und alle Bürger mussten öffentlich ihren Glauben bekennen. Protestanten wurden gezwungen, Graz zu verlassen, wenn sie nicht konvertierten. Die Familie Kepler konvertierte nicht und wurde am 12. August aus der Stadt verwiesen. Kepler wurde aus dem Schuldienst der Landschaft entlassen und erhielt von den steirischen Landständen eine Abfindung in Höhe eines halben Jahresgehalts und ein Lob für seine Tätigkeit als Professor der Mathematik.
Ende September 1600 folgte die Familie Kepler der Einladung von Tycho Brahe und zog mit zwei Wagen Hausrat in die Großstadt Prag. Dort blieb Kepler wegen des Glaubens unbehelligt und nahm mit Vermittlung Tycho Brahes am kaiserlichen Hof eine Stellung als Assistent Tycho Brahes an. Die Zusammenarbeit der beiden Wissenschaftler in Prag und auf dem Schloss Benatek erwies sich als schwierig, obwohl sich ihre verschiedenen Begabungen ergänzten. Brahe war ein exzellenter Beobachter, jedoch waren seine mathematischen Fähigkeiten nur begrenzt. Der hervorragende Mathematiker Kepler hingegen konnte wegen seiner Fehlsichtigkeit kaum präzise Beobachtungen durchführen. Die mathematischen Fähigkeiten von Kepler ließen Brahe befürchten, dass am Ende einer Zusammenarbeit mit Kepler sein eigenes umfangreiches Lebenswerk, die Aufzeichnungen seiner astronomischen Beobachtungen der Planetenbahnen und die Aufzeichnungen der Positionen hunderter Sterne, nach seinem Tod allein Keplers Ruhm begründen könnten. Erschwerend kam hinzu, dass Brahe die astronomischen Ansichten von Kepler (und Kopernikus) nur ansatzweise teilte.

### Kaiserlicher Hofmathematiker in Prag (1600 bis 1612)

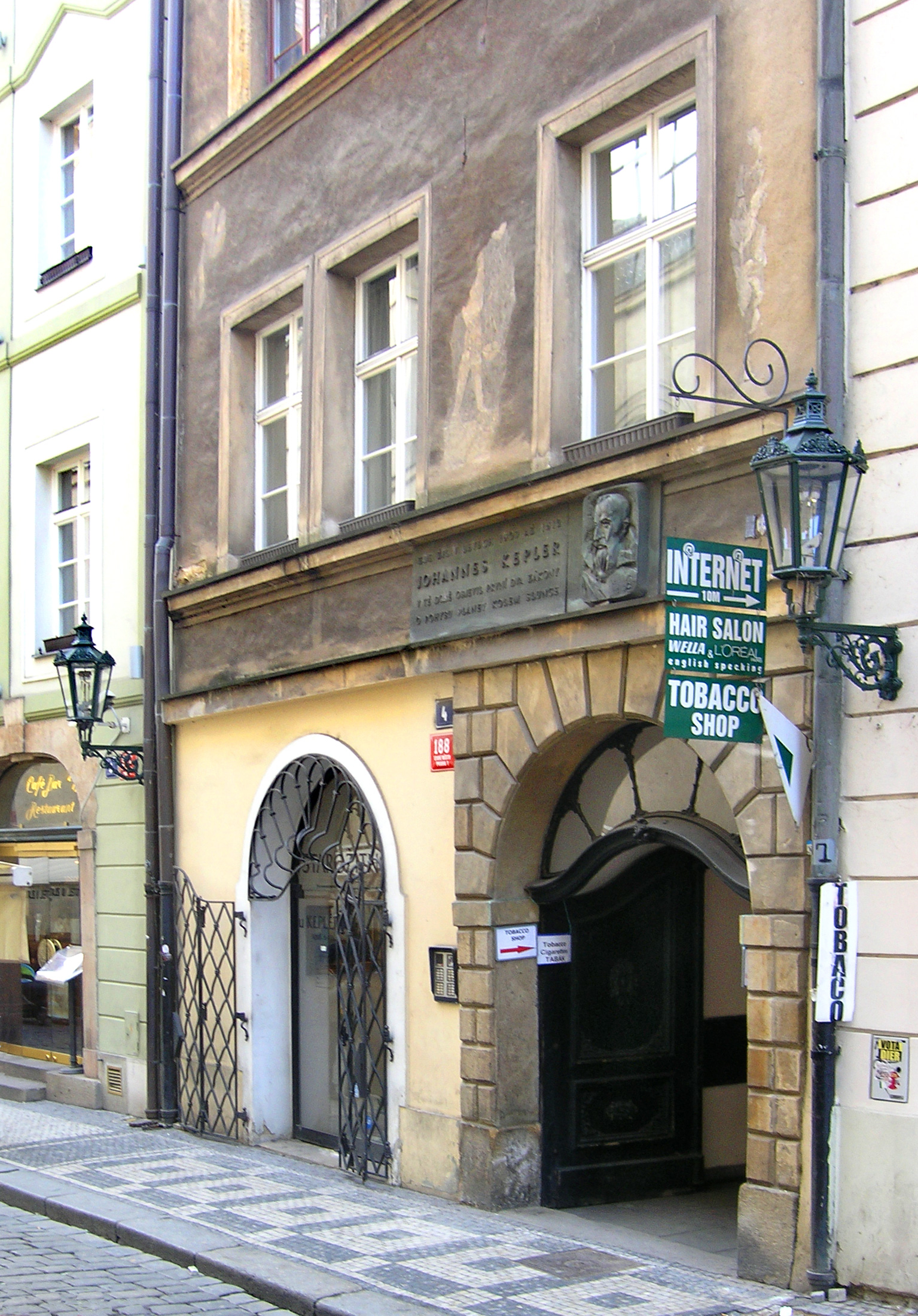
Keplers Haus in Prag

Nur wenige Tage nach dem überraschenden Tod von Tycho Brahe wurde Kepler 1601 von Kaiser Rudolf II. zum kaiserlichen Hofmathematiker bestellt und übernahm damit auch die Zuständigkeit für die kaiserlichen Horoskope und auch den Auftrag, die Rudolfinischen Tafeln zu erstellen. Dafür wurde er so gut bezahlt, dass die hohen Ansprüche seiner Ehefrau, die sich zunächst in Prag nicht wohl gefühlt hatte, befriedigt werden konnten.
Kepler behielt den Posten als Hofmathematiker während der Herrschaft der drei habsburgischen Kaiser Rudolf II., Matthias I. und Ferdinand II. Im Oktober 1604 beobachtete Kepler eine Supernova, die später Keplers Stern genannt wurde.
Noch im selben Jahr 1604 legte Kepler, ähnlich wie bereits vor ihm Cardano im Jahr 1570, von ihm gemessene Zahlenangaben zur Pulsfrequenz vor. 1618 präzisierte er seine Messungen und gab an: Bei normalen Menschen betrage die Pulsfrequenz 70 Schläge pro Minute, bei alten oder melancholischen Menschen 60, bei Cholerikern und Frauen 80 Schläge pro Minute.
Mit der Arbeit an Brahes umfangreicher Sammlung von sehr genauen Beobachtungsdaten wollte Kepler seine früheren Theorien verbessern, musste sie aber angesichts der Messdaten verwerfen. Er begann daraufhin, ein neues astronomisches System zu entwerfen. Ausgehend vom kopernikanischen System bestimmte er erstmals die wirklichen Planetenbahnen, ohne sich von vornherein darauf festzulegen, dass sie eine Kombination von gleichförmig durchlaufenen Kreisbahnen sein müssten. Nach langer Suche identifizierte er die verhältnismäßig exzentrische Marsbahn als Ellipse. Anschließend bestimmte er, wie die Bahngeschwindigkeit des Planeten längs der Bahn variiert. Diese Arbeiten vollendete er 1606 und veröffentlichte sie 1609 als Astronomia nova. Das Buch enthielt das erste und zweite Keplersche Gesetz.
1611 veröffentlichte Kepler eine Monografie über die Entstehung der Schneeflocke, das erste bekannte Werk zu diesem Thema. Er vermutete richtig, dass ihre hexagonale Gestalt von der Kälte herrührt, konnte sie aber noch nicht physikalisch begründen. 1611 veröffentlichte Kepler außerdem eine Schrift zur Dioptrik und zum später sogenannten keplerschen Fernrohr.
1611 wurde zu einem Schicksalsjahr in Keplers Leben. Im Januar erkrankten seine drei Kinder an den Pocken, der sechsjährige Sohn Friedrich starb. Um den wachsenden religiösen und politischen Spannungen zu entfliehen, suchte Kepler nach einer neuen Anstellung. Eine Bewerbung als Professor an der Universität Tübingen wurde im April abgelehnt. Im Juni war Keplers Bewerbung in Linz erfolgreich, wo ihm der Posten eines oberösterreichischen Provinzmathematikers (Landvermessers) zugesagt wurde. Seine Ehefrau Barbara, die bereits 1610 schwer erkrankt war, verstarb im Juli 1611. Rudolf II. war unterdessen von seinem jüngeren Bruder Matthias als König von Böhmen abgesetzt worden und regierte nun als Kaiser ohne Land. Er bat Kepler, noch in Prag zu bleiben, und Kepler schob seinen Umzug auf.

### Kepler in Linz (1612 bis 1627)

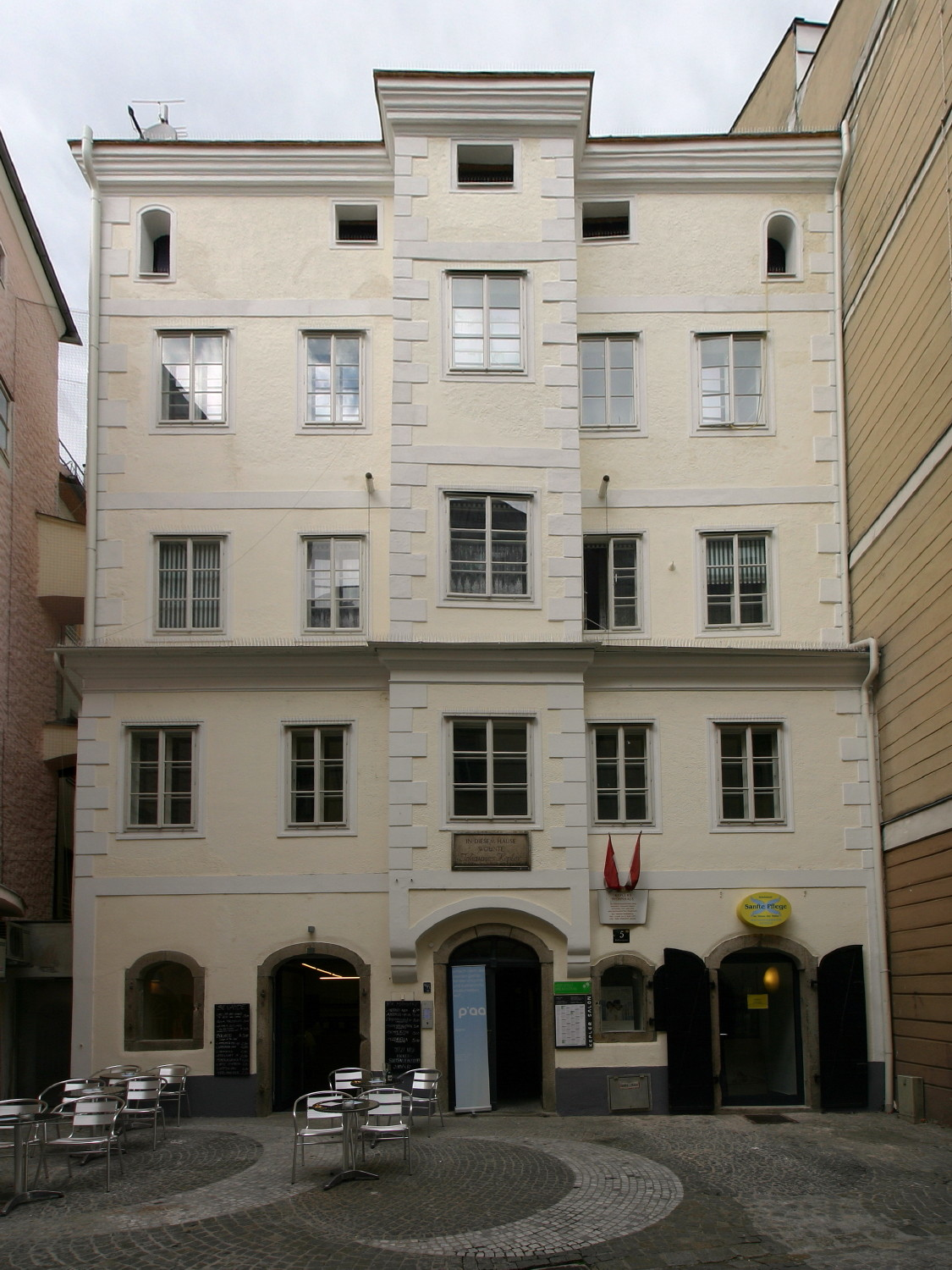
Keplers Wohnhaus in der Linzer Rathausgasse

Rudolf II. starb im Januar 1612. Kepler zog im April nach Linz um und trat die Stelle als Mathematiker in Linz an, die er bis 1626 behielt. Nach dem Tod seiner ersten Frau hatte er im Lauf von zwei Jahren insgesamt elf Kandidatinnen als zweite Ehefrau in Betracht gezogen. Schließlich heiratete er im Oktober 1613 die Eferdinger Bürgerstochter Susanne Reuttinger. Von den sechs Kindern, die sie bekamen, starben die drei zuerst geborenen früh; eine Tochter (* 1621) und zwei Söhne (* 1623 und * 1625) überlebten ihre Kindheit. 1612/13 wohnte Kepler zunächst außerhalb der Stadtmauern „im Weingarten“, vermutlich in der heutigen Kapuzinerstraße 18, und von 1613 bis 1620 in der Hofgasse 7, wo 2018 eine Gedenktafel angebracht wurde. Keplers drittes Wohnhaus in Linz (1622 bis 1626) befindet sich in der Rathausgasse 5 und wird unter der Bezeichnung Kepler Salon als Bildungshaus genutzt.
Um 1614 musste Kepler seine Arbeit an den Rudolfinischen Tafeln intensivieren und bat die Landstände, den Auftrag zur Erstellung einer Landmappe für Österreich ob der Enns an Israel Holzwurm und dessen Bruder Abraham Holzwurm zu übertragen. Diese Kartografie wurde nach drei Jahren fertiggestellt.
Von 1615 an musste sich Kepler auch um die Verteidigung seiner Mutter Katharina kümmern, die in Leonberg unter dem Verdacht der Hexerei angeklagt war. Damit verbunden war ein langwieriger Prozess um Schadensersatz wegen eines angeblich von ihr weitergegebenen Gifttrunkes, was in Zusammenhang mit einem vorherigen Geschäftsstreit stand. Am Ort waren schon mehrere Frauen als Hexen verbrannt worden und sie selbst war unmittelbar von einem ähnlichen Schicksal bedroht. Kepler engagierte sich auch zum Ärger der örtlichen Justiz sehr für seine Mutter und erreichte im Oktober 1621 ihre Freilassung. Dabei kam ihm ein juristisches Gutachten der Universität Tübingen zu Hilfe, das vermutlich auf seinen Studienfreund Christoph Besold zurückgeht. Keplers Mutter starb schon ein halbes Jahr später, vermutlich an den Folgen der Haft, in der sie 14 Monate angekettet war und ihr auch Folter angedroht wurde.
In Linz häuften sich die Probleme. Kepler hatte Schwierigkeiten, seine Geldforderungen einzutreiben. Seine Bibliothek wurde zeitweise beschlagnahmt, seine Kinder zur Teilnahme an der katholischen Messe gezwungen. Seine Lehre wurde von protestantischer Seite immer stärker geächtet. Theologen seiner Heimatuniversität Tübingen griffen ihn heftig an. Gegenüber Daniel Hitzler, dem lutherischen Landhausprediger in Linz, äußerte Kepler sich kritisch zu bestimmten Glaubensartikeln. Als Hitzler daraufhin von Kepler eine schriftliche Zustimmung zur Konkordienformel verlangte und Kepler sich aus Gewissensgründen weigerte, schloss Hitzler ihn von der Teilnahme am heiligen Abendmahl aus. Die Familie flüchtete nach Ulm.

### Kepler und Wallenstein, Tod (1627 bis 1630)
Im Jahr 1627 fand Kepler im kaiserlichen General Albrecht von Wallenstein einen neuen Förderer. Dieser erwartete von Kepler zuverlässige Horoskope und stellte im Gegenzug in Sagan (Schlesien) eine Druckerei zur Verfügung. Als Wallenstein jedoch im August 1630 auf dem Reichstag in Regensburg seine Funktion als Oberbefehlshaber verlor, reiste Kepler nach Regensburg, um dort am Reichstag ausstehende Gehaltsforderungen in Höhe von 12.000 Gulden einzufordern, was ihm aber nicht gelang. Wallenstein, der zu dieser Zeit Herzog von Mecklenburg war, stellte ihm eine Professur an der Universität Rostock in Aussicht.
Vor Antritt der Professur unternahm Kepler im Herbst 1630 eine Reise nach Regensburg, wo er Quartier nahm im Wohnhaus des Kaufmanns Hillebrand Billi, dem heutigen Keplergedächtnishaus. Bereits kurz nach seiner Ankunft wurde Kepler von einem heftigen Fieber befallen. Sein Zustand verschlechterte sich schnell und der daraufhin herbeigerufene, in Regensburg leitende evangelische Geistliche, Superintendent und Prediger Christoph Sigmund Donauer, ließ ihn mit aus der nahe benachbarten Elefantenapotheke herbeigeschafften Medikamenten versorgen. Außerdem wurde Kepler auch zur Ader gelassen, jedoch blieben alle Hilfeversuche ohne Erfolg und Kepler starb schon bald darauf im Alter von 58 Jahren.

### Kepler und die evangelische Geistlichkeit in Regensburg. Kepler-Grabmal und -Denkmal in Regensburg
Der Hilfeeinsatz des in Regensburg leitenden evangelischen Geistlichen Donauer für den im Auftrag des Kaisers tätigen, schwer erkrankten Kepler erscheint angesichts von dessen Stellung und Bedeutung zunächst als durchaus angemessen und nicht ungewöhnlich. Es ist jedoch auffällig, dass der hohe Geistliche Donauer diese Ereignisse mit dem tödlich erkrankten Kepler in der von ihm nur wenig später erstellten Chronik, über kirchliche und weltliche Ereignisse in Regensburg, gar nicht erwähnt, obwohl Donauer in dieser Chronik mehrmals über seinen seelsorgerischen Beistand für Menschen am Lebensende berichtet und auch Beisetzungen wichtiger Personen erwähnt. Z. B füllt Donauers Bericht über die Betreuung des unschuldig zum Tode verurteilten kaiserlichen Generals Schaffgotsch in seiner Chronik mehrere Seiten, auf denen Schaffgotsch als evangelisches Glaubensvorbild dargestellt wird. Dagegen erwähnt Donauer mit keinem Wort in seiner Chronik den Tod des von ihm am Lebensende betreuten bedeutendsten Wissenschaftlers der damaligen Zeit, an dessen Sterbebett er war und dessen Leichenpredigt er gehalten hatte, wie es aus zwei anderen Quellen gesichert ist. Im Unterschied zu anderen zeitgleichen Leichenpredigten wurde die Kepler-Leichenpredigt auch nicht gedruckt. Das auffällige Schweigen von Superintendent Donauer über Keplers Tod wurde bereits 1931 vom Bauingenieur und Heimatforscher Adolf Schmetzer und 1979 erneut in einer Dissertation beschrieben und zurückgeführt auf theologische Differenzen zwischen Kepler und den orthodox-lutherischen Geistlichen in Regensburg. Sie waren der Auffassung, dass Kepler „in dubitatione“, d. h. im Zweifel mit der Religion war und dass man deshalb zwar nicht mit ihm übereinkommen könne über die „Hauptstücke“ des Glaubens, er aber gleichwohl auf einem evangelischen Gottesacker begraben werden könne. Ein weiteres Indiz für die sehr reservierte Haltung der Regensburger Geistlichen gegenüber Kepler ist der sehr nüchterne Beerdigungseintrag im Kirchenbuch, in dem Kepler als Diener des Kaisers bezeichnet wird. (Beleg siehe im Abschnitt Literatur, Autorin Gottfriedsen. S. 139–145).

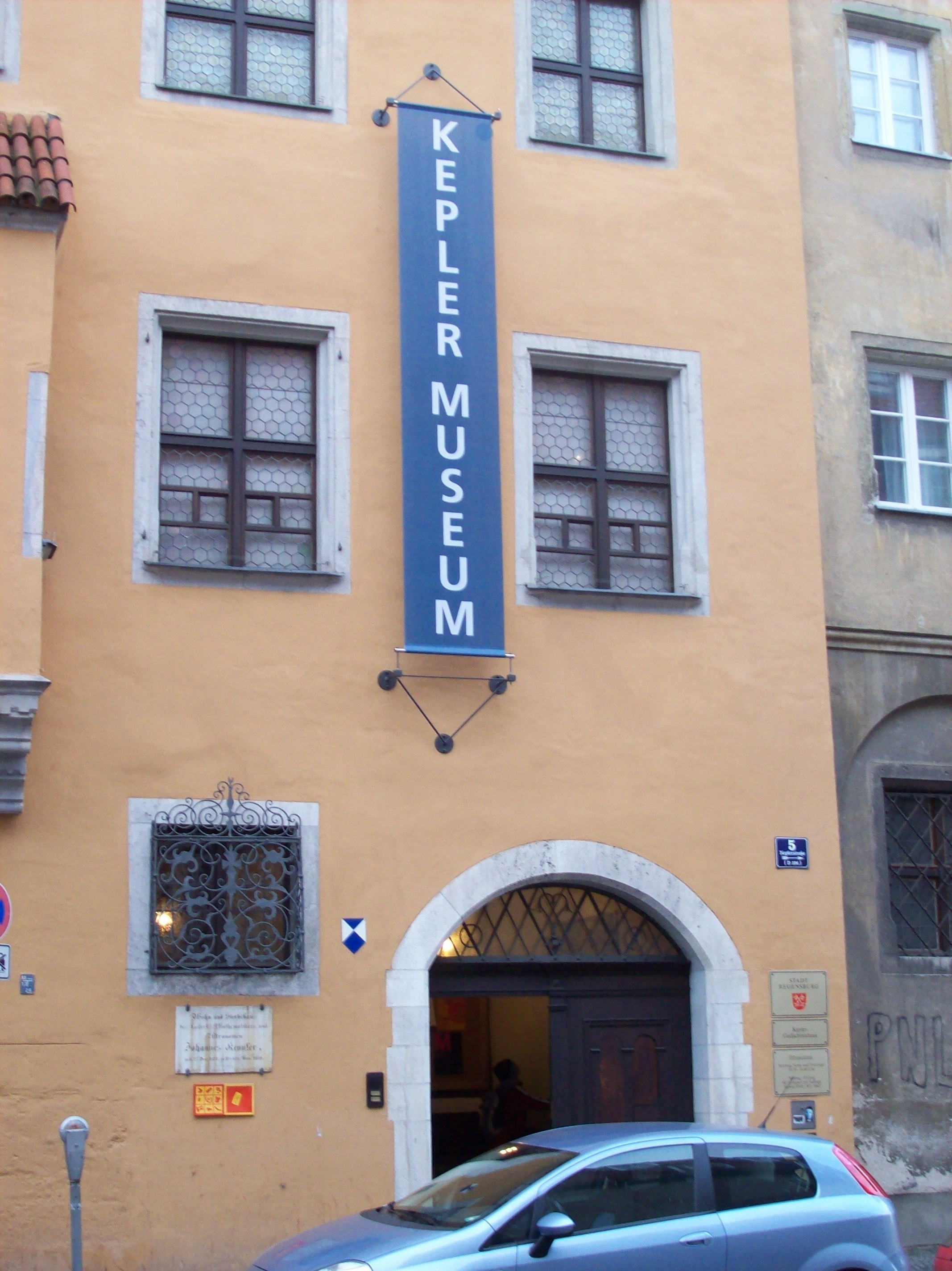
Sterbehaus Keplers in Regensburg

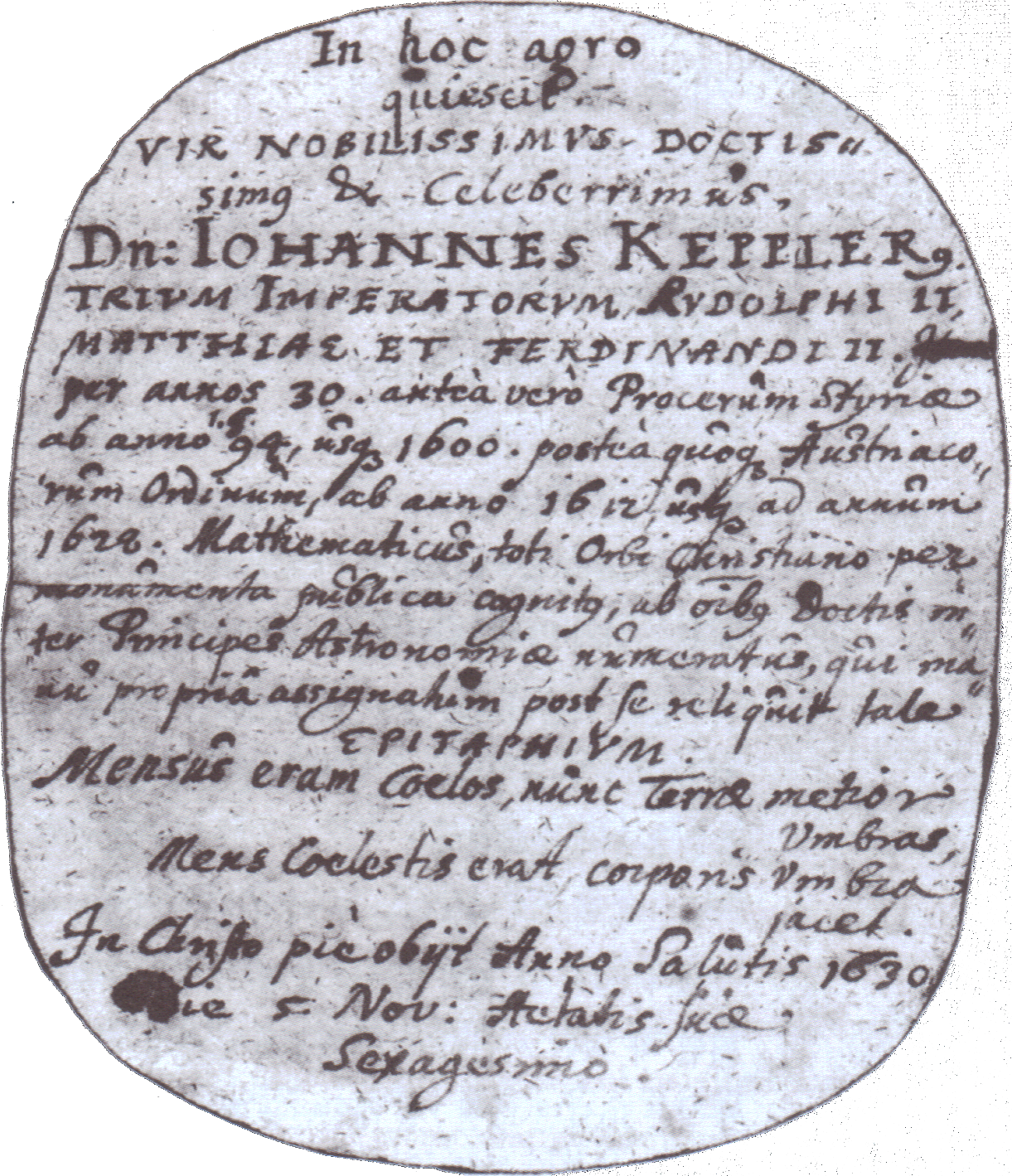
Abschrift des zerstörten Grabstein Keplers

Das Sterbehaus Keplers wurde 1961 saniert und ist heute ein Museum.
Die Grabstätte von Kepler und sein Grabdenkmal auf dem städtischen Petersfriedhof außerhalb der Stadt, unmittelbar südlich vor der Stadtmauer, nahe dem heutigen Peterskirchlein gingen schon bald nach Beginn des Dreißigjährigen Krieges nach der überfallartigen Besetzung von Regensburg durch bayerische Truppen im Jahr 1633 verloren. Damals wurde im Vorfeld der Kämpfe um Regensburg von den damaligen bayerischen Besatzungstruppen ein Angriff schwedischer Truppen unter Bernhard von Sachsen-Weimar erwartet. Deshalb wurde der Petersfriedhof mit allen Grabdenkmälern von den bayerischen Truppen zerstört und eingeebnet, um freies Schussfeld für die Geschütze der Petersbastei zu schaffen.
Das Aussehen des Grabdenkmals und der Wortlaut der lange Zeit unbekannten Inschrift auf dem Grabdenkmal wurden erforscht und aufgeklärt vom Keplerforscher Max Caspar. Caspar entdeckte im Germanischen Nationalmuseum an einem Brief von Kepler an seinen Freund, den Arzt und Naturforscher Johann Oberndorfer in Regensburg einen rückseitig aufgeklebten und beschriebenen Zettel, der nach Schriftvergleichen vom Keplersohn Ludwig stammt. Der Zettel gibt Auskunft über den Wortlaut der Inschrift und über Aussehen und Anordnung der Inschrift, deren abschließender zweiter Teil demnach von Kepler selbst stammt.
- Wortlaut der deutschen Übersetzung des ersten Abschnitts: Hier ruht der hochangesehene, hochgelehrte und weltberühmte Mann Herr Johannes Keppler, 30 Jahre hindurch Mathematikus dreier Kaiser Rudolfs II. Matthias und Ferdinands II., vorher aber der steirischen Landschaft von 1594 bis 1600 dann auch der österreichischen Stände bis zum Jahr 1628, der ganzen Christenheit bekannt durch seine Schriften, von allen Gelehrten den Fürsten der Astronomie zugezählt, der sich diese Grabinschrift selbst bestimmt hat.
- Der demnach von Kepler selbst verfasste zweite Abschnitt der Grabinschrift lautete:

“Mensus eram coelos, nunc terrae metior umbras.

Mens coelestis erat, corporis umbra iacet.”

„Die Himmel hab ich gemessen, jetzt mess ich die Schatten der Erde.

Himmelwärts strebte der Geist, des Körpers Schatten ruht hier.“

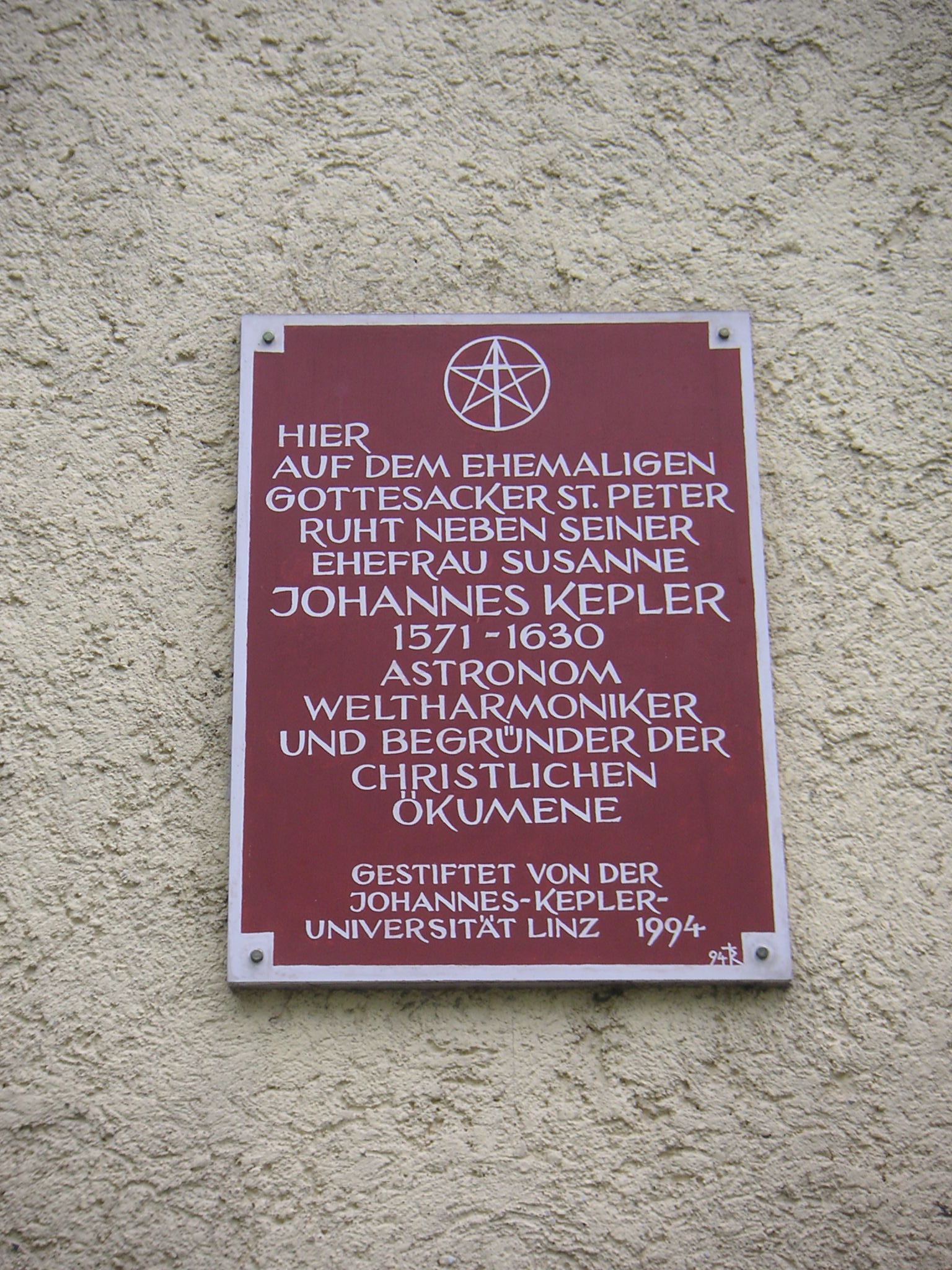
Gedenktafel am Peterskirchlein (Regensburg) für das im Dreißigjährigen Krieg zerstörte Grab Keplers und seiner Frau

Das heutige Denkmal für Kepler wurde 1806/08 nach einer ersten Anregung von Johann Philipp Ostertag, Rektor am städtischen Gymnasium poeticum errichtet. Sein Vorschlag wurde aber erst verwirklicht, nachdem der damalige Landesherr des Fürstentums Regensburg Karl Theodor von Dalberg den Vorschlag von Ostertag aufgegriffen und unterstützt hatte. Den Entwurf des Denkmals erstellte der Baumeister Emanuel d’Herigoyen. Die Aufstellung erfolgte zunächst in der Nähe der ehemaligen Grabstätte von Kepler in Verlängerung der damals neu erbauten Maximilianstraße, die im Süden mit dem Maxtor als Torbau endete. Nach der Erbauung des Regensburger Hauptbahnhofs (1892) wurde das Denkmal nach Westen versetzt, weil es dem geradlinigen Verlauf der Zugangsstraße zum neuen Bahnhof im Weg war.

### Nachlass
Nachdem Keplers zweite Ehefrau Susanna vom Tod ihres Ehemannes erfahren hatte, reiste sie nach Prag und erreichte dort, dass Wallenstein seinen Landeshauptmann in Sagan anwies, 250 Gulden rückständiges Honorar für Kepler auszuzahlen. Damit war Wallenstein seinen finanziellen Verpflichtungen vollständig nachgekommen. Die weitere Reise führte die Ehefrau nach Regensburg, wo sie Ende des Jahres 1631 eintraf, das Grab ihres Ehemannes besuchte, mit Keplers Sohn Ludwig zusammentraf und den Nachlass von Kepler in Empfang nahm.
Kepler hatte einen großen Teil des Nachlasses an vier Orten in Regensburg deponiert und auch ein Verzeichnis des Nachlasses erstellt, das erhalten ist (und aufzählt):
- bei Gevatter Balthasar Guralt (Wahlenstraße 16): Einen eingelegten Kasten mit Schreibtisch und 30 Schubladen und ein Einsatzkästlein mit zwei Schlössern, eine Wagentruhe mit Schloss und Silbergeschmeid, den beiden Kindern aus erster Ehe gehörig. In einem Kästlein Schatzgeld (Tauf und Firmungstaler) Silbergürtel, Ringe, Gnadenpfennige, meines Weibs Hochzeitsbecher, Perlenkranz, Patengeld und Patenmünzen in drei verborgenen Schublädlein. Alles zusammen schätzte Kepler auf siebenhundert Gulden, zusätzlich drei Schuldbrieve über viertausend-fünfhundert Gulden.
- Bei Fides Oberndorfer, Witwe seines Freundes, des Arztes und Naturforschers Johann Oberndorfer (Krauterermarkt 2): Ein mit zwei Schlössern verschlossener Kasten mit Kleidern, Leinen-Gewändern, Seidendecke und anderem der Tochter Susanna.
- Bei Hans Haller (Keplerstraße 2 D): Ein großer, grüner zweistufiger Kasten mit meiner Bibliothec und mathematischen Instrumenten.

Eine schwarze Truhe mit eisernem Schloss mit Zinn und Messinggeschirr, eine Uhr und etliche Instrumente aus Zinn und Messing
- Bei Frau Katharina Frizinger in der Ostenvorstadt: Ein Fass mit Betgewant, 2 bis 3 Centner schwär

Beide reisten zum Beginn des Jahres 1632 weiter nach Linz, um bei den österreichischen Landständen persönlich rückständige Auszahlungen von finanziellen Forderungen zu erreichen, was wahrscheinlich nicht gelang. Während die Ehefrau zurückreiste, blieb der Sohn noch ein Jahr in Wien, um Gehaltsforderungen seines Vaters einzutreiben. Die kaiserliche Hofkanzlei stellte ihm zwar eine verzinste Schuldverschreibung über 12.694 Gulden aus, in der Folge konnte er jedoch keine Auszahlung erreichen. Keplers Witwe übersiedelte zunächst nach Frankfurt, wo sie in Armut lebte. 1635 reiste sie mit zwei Töchtern in das ihr vertraute Regensburg, wo sie im August 1636 starb.

## Werke (Schaffen)

### Grundlegende Ansichten
Kepler lebte zu einer Zeit, in der zwischen Astronomie und Astrologie noch nicht eindeutig unterschieden wurde. Jedoch gab es eine strikte Trennung dazwischen, ob beide als Mathematik betrieben wurden, die ein Teil der freien Künste war, oder als Physik, die ein Teil der Philosophie war. Kepler brachte auch religiöse Argumente in sein Werk ein, sodass die Basis vieler seiner wichtigsten Beiträge im Kern theologisch ist. In seiner Zeit tobte der Dreißigjährige Krieg zwischen katholischen und protestantischen Parteien. Da Kepler mit keiner der beiden Seiten übereinstimmte und sowohl Protestanten als auch Katholiken zu seinen Freunden zählte, musste er mit seiner Familie mehrmals vor Verfolgung fliehen. Kepler war ein tief gläubiger Mensch; so schrieb er: Ich glaube, dass die Ursachen für die meisten Dinge in der Welt aus der Liebe Gottes zu den Menschen hergeleitet werden können.
Kepler war ein pythagoreischer Mystiker. Er glaubte, dass mathematische Beziehungen die Grundlage der Natur seien und alle Schöpfung ein zusammenhängendes Ganzes. Diese Auffassung stand im Gegensatz zur aristotelischen Lehre, wonach die Erde grundsätzlich verschieden vom Rest des Universums sei, aus anderen Substanzen bestehe und auf ihr andere Gesetze gelten. In der Erwartung, universelle Gesetze zu entdecken, wandte Kepler irdische Physik auf Himmelskörper an. Er hatte Erfolg; seine Arbeit ergab die drei Keplerschen Gesetze der Planetenbewegung. Kepler war auch davon überzeugt, dass Himmelskörper irdische Ereignisse beeinflussten. Ein Ergebnis seiner Überlegungen war die richtige Einschätzung der Rolle des Mondes auf die Entstehung der Gezeiten, Jahre vor Galileis gegenteiliger falscher Formulierung. Des Weiteren glaubte er, dass es eines Tages möglich sein werde, eine „wissenschaftliche“ Astrologie zu entwickeln, trotz seiner generellen Abneigung gegen die Astrologie seiner Zeit.
Aus der Annahme von Giordano Bruno, das Universum sei unendlich und habe unendlich viele Sonnen, folgte für Kepler das Paradoxon, das später nach Wilhelm Olbers benannt wurde. Für Kepler war die Erde der „Sitz des betrachtenden Wesens, für welches das Universum geschaffen wurde“, mittig im Planetensystem mit je drei Himmelskörpern außen (Mars, Jupiter und Saturn) und innen (Venus, Merkur und Sonne – „das Herz, um das sich alles dreht“).

### De Stella Nova

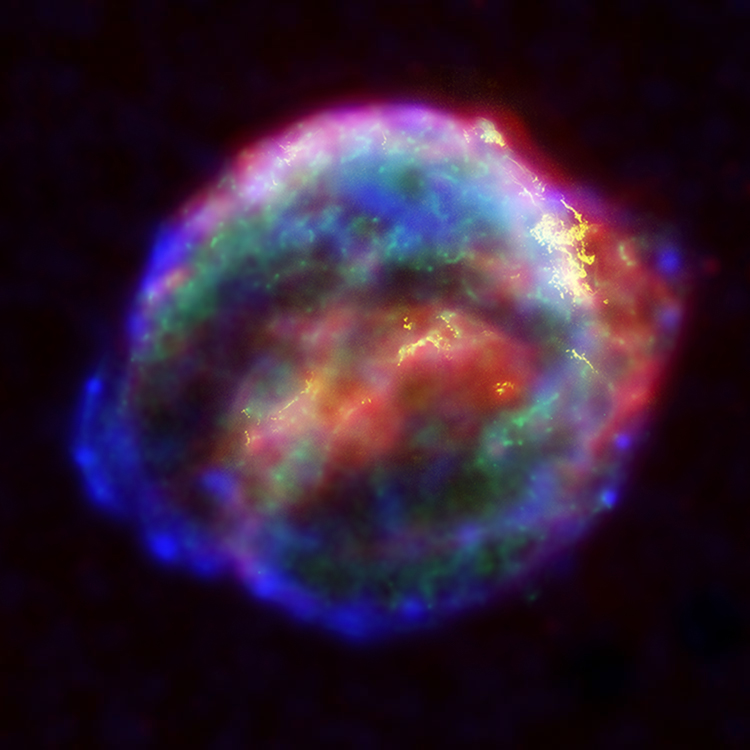
Reste der 1604 beobachteten Supernova (Nasa)

Grundsätzliche Funktionsweise eines Kepler-Fernrohrs

Kepler beobachtete die Supernova 1604 und veröffentlichte seine Beobachtungen im Jahr 1606 in dem Buch De Stella nova in pede serpentarii, et qui sub ejus exortum de novo iniit, Trigono igneo (‚Vom neuen Stern im Fuße des Schlangenträgers‘). Das Auftauchen eines „neuen“ Sterns stand im Widerspruch zu der vorherrschenden Ansicht, das Fixsterngewölbe sei auf ewig unveränderlich, und löste, wie zuvor schon die von Brahe beobachtete Supernova 1572, heftige Diskussionen in naturphilosophischen Fachkreisen aus.

### Astronomia Nova

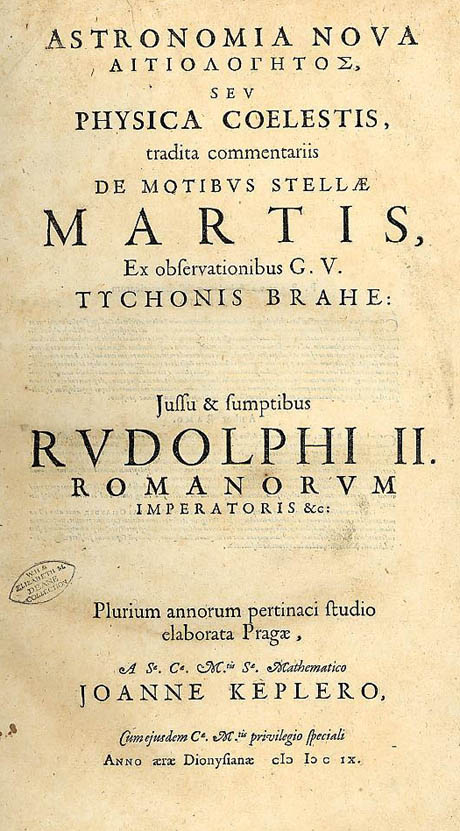
Titelseite der Astronomia Nova von 1609

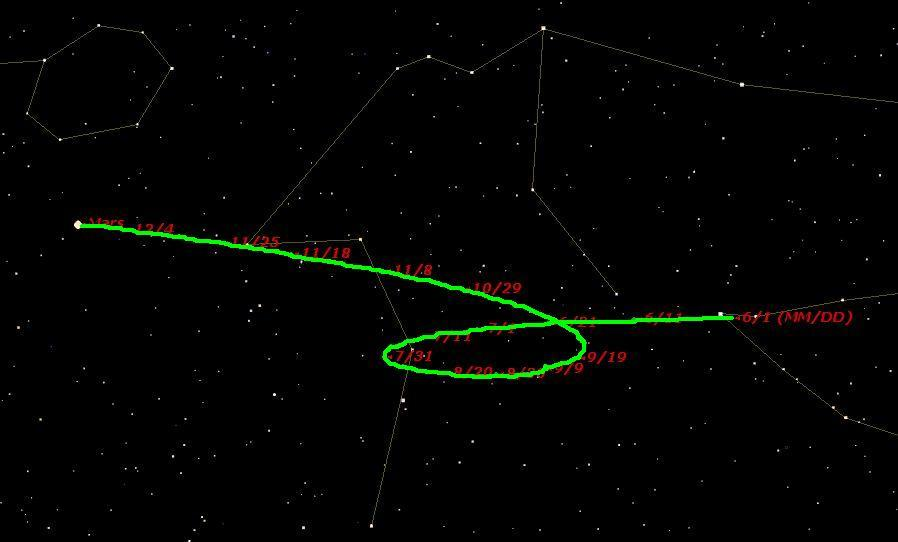
Bahn des Mars aus Erdsicht am Himmel (Juni–Dezember 2013), mit Schleife und darin scheinbare Rückwärtsbewegung

Kepler erbte 1601 von Tycho Brahe eine Fülle von sehr genauen Datenreihen über die gemessenen Positionen der Planeten am Fixsternhimmel. Wie das nebenstehende Bild beispielhaft zeigt, bewegen sich die Planeten gegenüber dem Fixsternhimmel nicht nur mit variierender Geschwindigkeit und Höhe über dem Horizont, sondern zeitweise auch rückläufig in einer Art Schleife. Das liegt nach dem heliozentrischen Weltbild zum Teil daran, dass die Erde, von der die Bewegungen der Planeten aus beobachtet werden, selbst die Sonne umkreist, und zum Teil an der jeweils speziellen Bahnbewegung jedes Planeten.
Im Gegensatz zu Brahe glaubte Kepler an ein heliozentrisches System wie von Kopernikus vorgeschlagen. Er machte aber insofern einen entscheidenden weiterführenden Schritt, als er den Bezugspunkt der Planetenbewegung in der Sonne selbst sah anstatt in einer fiktiven mittleren Sonne, wie sie bisher angenommen werden musste, um die seit dem Altertum vorherrschende Erklärung durch gleichförmig durchlaufene Kreisbahnen durchführen zu können. Dies war auch motiviert durch das Werk des englischen Arztes William Gilbert De Magnete, Magneticisque Corporibus, et de Magno Magnete Tellure („Über den Magneten, Magnetische Körper und den großen Magneten Erde“), das 1600 erschienen war. Auf diese Weise gelangte er zu der Auffassung, die Sonne übe eine in die Ferne wirkende Kraft aus, die mit wachsender Entfernung abnehme und die Planeten auf ihren Umlaufbahnen halte, die Anima motrix. Dies war zu Keplers Zeit ebenso spekulativ wie seine andere Vermutung, dass zwischen den Radien der Planetenbahnen und denen der platonischen Körper ein innerer Zusammenhang bestehe.

Zweites Keplersches Gesetz

Ausgehend von diesen Grundsätzen verbrachte Kepler zwanzig Jahre mit sorgfältigen Versuchen und Überprüfungen, um eine mathematische Beschreibung der Planetenbewegungen zu finden, die zu den beobachteten Daten passt. Kepler konzentrierte sich zunächst darauf, die Marsbahn zu verstehen, und erreichte dies auf einem Umweg. Zuerst ermittelte er eine genauere Beschreibung der Erdbahn, indem er aus Tychos Beobachtungen diejenigen Tage auswählte, an denen der Mars von der Sonne aus stets am gleichen Punkt seiner Bahn stand, die Erde aber an verschiedenen. Dabei kam er ohne genaue Kenntnis der wirklichen Abstände der Planeten voneinander und von der Sonne aus, weil seine geometrische Analyse nur deren Verhältnisse benötigte. So gewann er, ohne die genaue Umlaufbahn des Mars zu kennen, eine hinreichend genaue Beschreibung der ganzen Erdbahn. Diese nutzte er zur Auswertung aller weiteren Beobachtungsdaten des Mars und konnte daraus dessen Bahn und Laufzeiten bestimmen. So fand er nach etwa zehn Jahren die ersten beiden der drei später nach ihm benannten Planetengesetze: Die Planetenbahn ist eine im Raum feststehende Ellipse mit der Sonne in einem Brennpunkt, und die Geschwindigkeit des Planeten variiert entlang seiner Bahn so, dass eine von der Sonne zu einem Planeten gezogene Strecke in gleichen Zeiträumen gleiche Flächen überstreicht.
Diese beiden Gesetze veröffentlichte er im 1609 erschienenen Werk Astronomia Nova (Neue Astronomie) bei Gotthard Vögelin in Heidelberg. Der erste dokumentierte Leser des Buchs war Keplers Briefpartner Nicolaus von Vicken.

### Dioptrice
Eine der bedeutendsten Arbeiten Keplers war seine Dioptrice. Mit diesem 1611 erschienenen Werk zur Dioptrik des Auges legte Kepler die Grundlagen für die Optik als Wissenschaft. Vorausgegangen war seine Schrift Ad Vitellionem Paralipomena, Quibus Astronomiae Pars Optica Traditur („Ergänzungen zu Witelo, in denen der optische Teil der Astronomie fortgeführt wird“, 1604), in der er frühere Vorstellungen über die Ausbreitung und Wirkung von Lichtstrahlen grundlegend änderte. Nicht vom Auge gehe ein Kegel aus, dessen Basis den Betrachtungsgegenstand umfasst, sondern von jedem Punkt des Objektes gehen Strahlen in alle Richtungen – einige davon erreichen durch die Pupille das Augeninnere. Ebenso wie Lichtstrahlen auf dem Weg von den Gestirnen zur Erde durch die Lufthülle abgelenkt werden (atmosphärische Refraktion), werden sie in dem noch dichteren Medium der Augenlinse gebrochen und damit gebündelt. Damit hatte Kepler eine Erklärung für Kurzsichtigkeit und auch für die Wirkung einer Lupe oder Brille gegeben. Die Erfindung des Kepler-Fernrohres erscheint fast als ein Abfallprodukt seiner tiefgreifenden Erkenntnisse zur Brechung des Lichtes und der optischen Abbildung.
Die Veröffentlichung der Dioptrice war die mittlere in einer Serie von drei Abhandlungen, die er als Antwort auf Galileis Sidereus Nuncius verfasste. In der ersten spekulierte Kepler, ob die Bahnen der Galileischen Monde gleichfalls in platonische Körper passen. Eine dritte Abhandlung betraf seine eigenen Beobachtungen der Jupitermonde und stützte Galileis Schlussfolgerungen. Dieser schrieb darauf zurück: „Ich danke Ihnen – weil Sie der Einzige sind, der mir Glauben schenkt.“ Dem fortschrittlichen Kepler gelang es nicht, als Professor in seiner Studienheimat Tübingen Fuß zu fassen.

### Stereometria
In Linz beschäftigte sich Kepler ab 1612 mit einem rein mathematischen Problem, dem Rauminhalt von Weinfässern. Damals bestimmten ihn die Weinhändler nur nach Faustregeln (Fassmessung). Kepler entwickelte eine in der Antike gebräuchliche Methode weiter und schuf damit die Grundlagen für die weitergehenden Überlegungen von Bonaventura Cavalieri und Evangelista Torricelli. Die später so genannte Keplersche Fassregel machte er 1615 unter dem Titel Stereometria Doliorum Vinariorum („Stereometrie der Weinfässer“) bekannt.
Auch in Ulm und einigen anderen Städten befasste sich Kepler mit der Eichung von Hohlmaßen und anderen Geräten, drang aber nicht überall damit durch. Im November 1627 notiert er nach dem Verlassen Ulms, dass er sein Anerbieten, den Eichkessel, „so ers vonnöten hette … zu meiner Wiederherauffkunfft zu eychen“ umsetzen wolle.

### Harmonice mundi

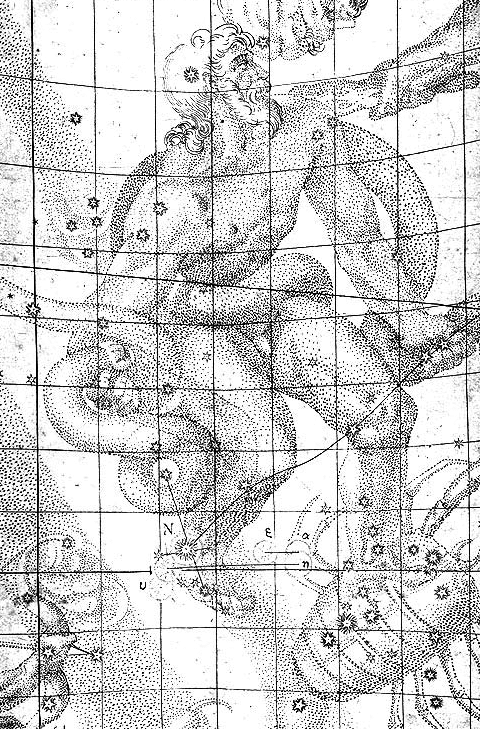
Keplers Zeichnung zur Supernova 1604

Nach intensivem Studium der Daten zur Umlaufbahn des Mars entdeckte Kepler am 15. Mai 1618 das dritte der nach ihm benannten Gesetze, das er in dem im Jahr 1619 veröffentlichten Werk Harmonices mundi libri V („Fünf Bücher zur Harmonik der Welt“) erläuterte. Danach ist das Verhältnis des Quadrats der Umlaufzeit {\displaystyle T} eines Planeten zur dritten Potenz der großen Halbachse {\displaystyle d} seiner Bahnellipse für alle Planeten dasselbe: {\displaystyle T^{2}/d^{3}} ist für alle Planeten gleich. Dies ist äquivalent zum dritten Keplerschen Gesetz.
| Planet  | {\displaystyle T} | {\displaystyle d} | {\displaystyle T^{2}} | {\displaystyle d^{3}} | {\displaystyle T^{2}/d^{3}} |
| ------- | ----------------- | ----------------- | --------------------- | --------------------- | --------------------------- |
| Merkur  | 0,241             | 0,387             | 0,0581                | 0,0580                | 1,002                       |
| Venus   | 0,615             | 0,723             | 0,378                 | 0,378                 | 1,000                       |
| Erde    | 1                 | 1                 | 1                     | 1                     | 1                           |
| Mars    | 1,881             | 1,524             | 3,538                 | 3,539                 | 0,999                       |
| Jupiter | 11,863            | 5,203             | 140,73                | 140,85                | 0,9991                      |
| Saturn  | 29,458            | 9,555             | 867,77                | 872,35                | 0,9947                      |

{\displaystyle T} = siderische Umlaufzeit des Planeten in Erdjahren
{\displaystyle d} = Länge der großen Halbachse der Umlaufbahn in astronomischen Einheiten (Abstand Erde–Sonne)
Für die Erde haben sowohl {\displaystyle T} als auch {\displaystyle d} nach Definition den Wert {\displaystyle 1}.
Kepler sprach in diesem Werk von einem harmonischen Gesetz. Er glaubte, dass es eine musikalische Harmonie enthülle, die der Schöpfer im Sonnensystem verewige. „Ich fühle mich von einer unaussprechlichen Verzückung ergriffen ob des göttlichen Schauspiels der himmlischen Harmonie. Denn wir sehen hier, wie Gott gleich einem menschlichen Baumeister, der Ordnung und Regel gemäß, an die Grundlegung der Welt herangetreten ist.“ Keplers Anschauungen entsprachen dem, was heute als anthropisches Prinzip bezeichnet wird. In einem weiteren Manuskript beschrieb er eine Zusammenstellung von Übereinstimmungen zwischen der Bibel und wissenschaftlichen Sachverhalten. Wegen des Drucks der Kirche konnte er diesen Aufsatz nicht veröffentlichen.
Der Komponist Paul Hindemith vertonte Johannes Keplers Leben und seine Lehre in der Oper Die Harmonie der Welt.

### Weitere Werke

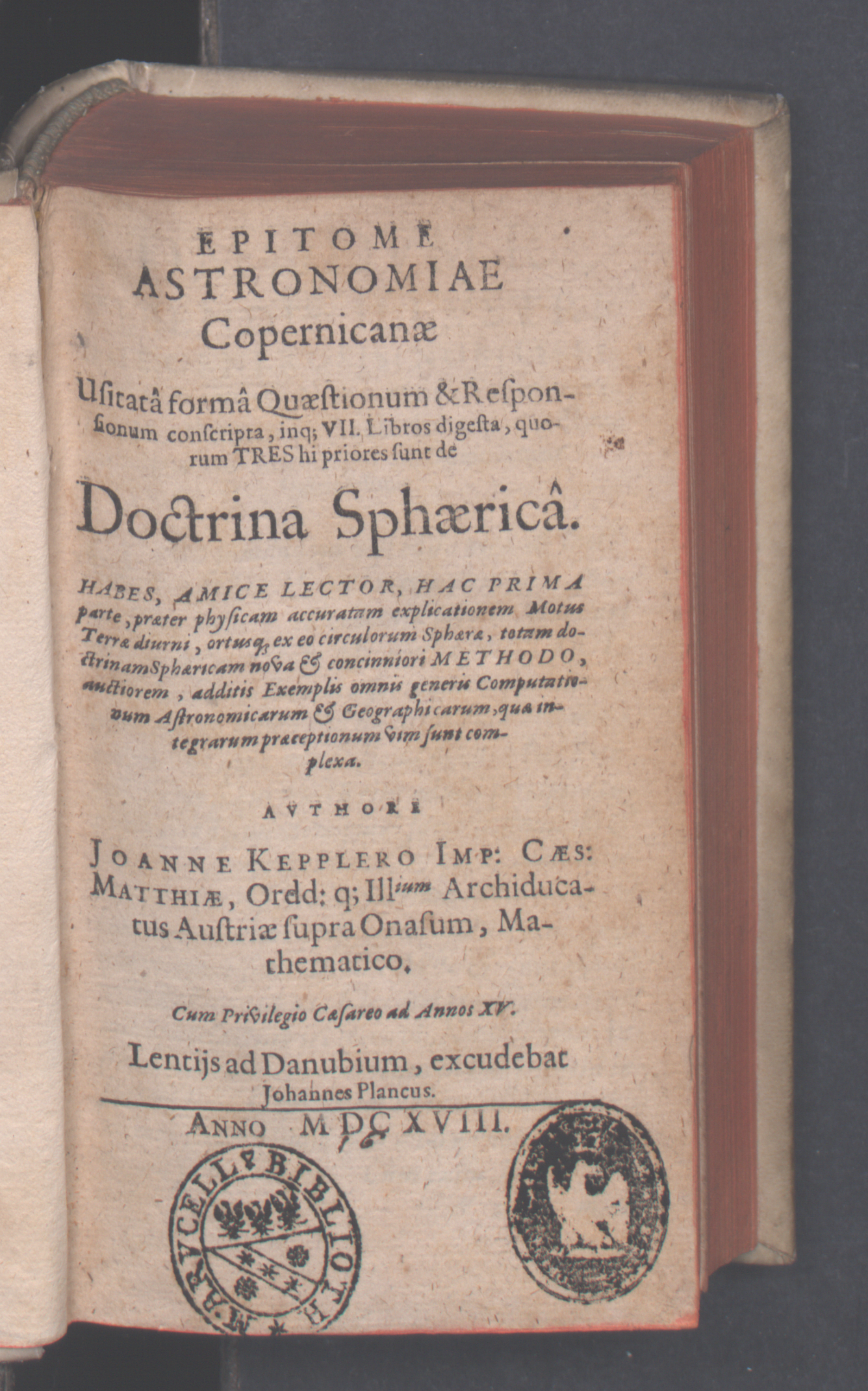
Epitome astronomiae copernicanae, 1618

Zwischen 1618 und 1621 verfasste er die Epitome Astronomiae Copernicanae („Abriss der kopernikanischen Astronomie“), die seine Entdeckungen in einem Band zusammenfasste. Es ist das erste Lehrbuch des heliozentrischen Weltbildes.
Ein weiterer Meilenstein der Wissenschaftsgeschichte war Keplers Vorhersage eines Merkurtransits durch die Sonnenscheibe am 7. November 1631 auf Basis seiner zuvor entdeckten astronomischen Gesetze. Es war dies die erste – und korrekte – Berechnung eines solchen Ereignisses, das Pierre Gassendi tatsächlich beobachten konnte.

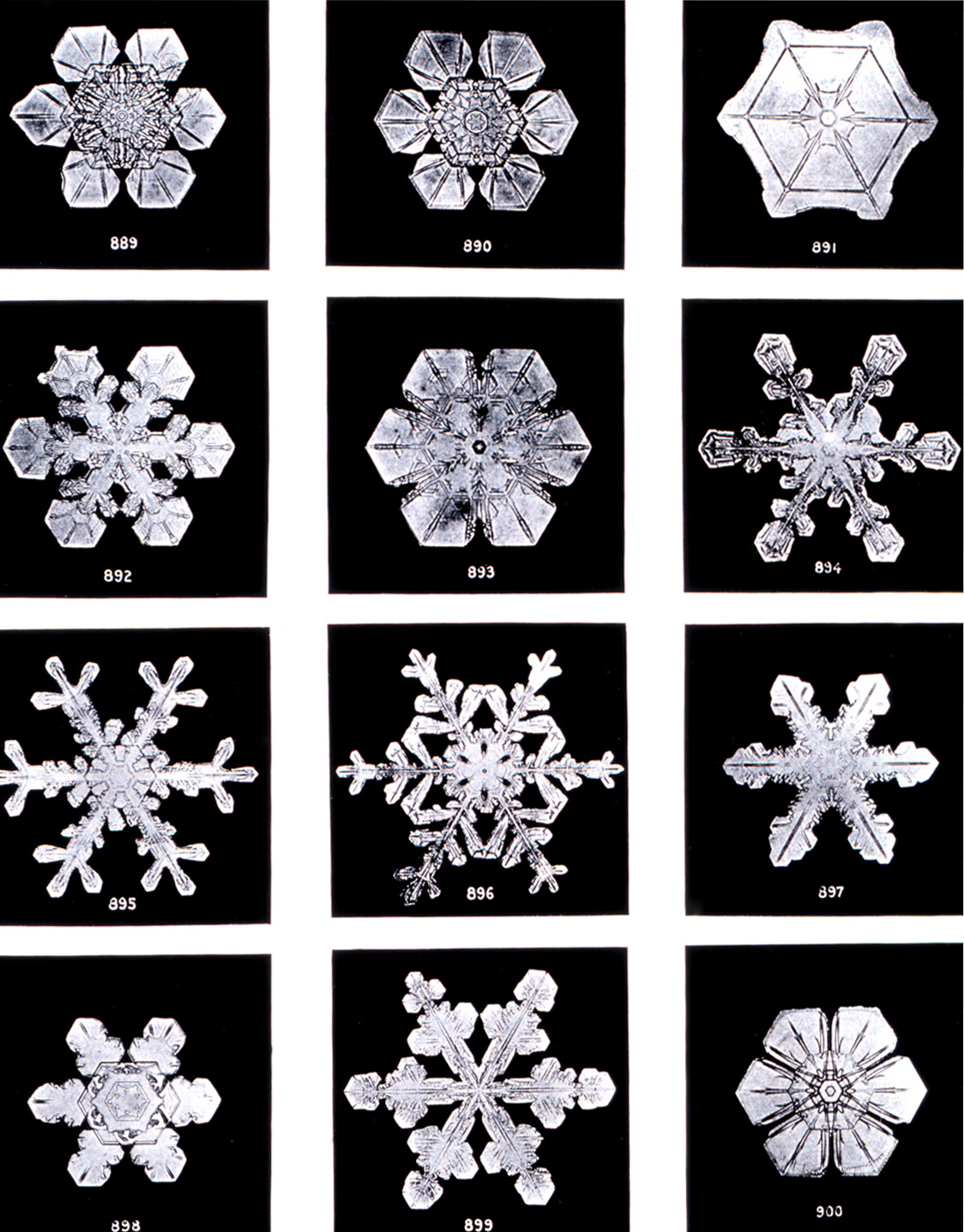
Schneeflocken. Foto: Wilson Bentley

#### Zur Kristallographie
Neben den astronomischen Untersuchungen verfasste Kepler einen Aufsatz zur Entstehung von Schneekristallen. Er entdeckte, dass natürliche Kräfte – nicht nur in Schneeflocken – das Wachstum regulärer geometrischer Strukturen bewirken. Konkret bemerkte er, dass zwar jede Schneeflocke ein einzigartiges Gebilde ist, andererseits aber von sechsstrahliger Gestalt. Keplers Hypothesen zur Selbststrukturierung von Kristallen und anderen natürlichen geometrischen Formen wurden in einer neuplatonischen Tradition entwickelt, die durch Giordano Bruno eine Weiterentwicklung erfahren hatte. Kepler übernahm das Minimumkonzept von Giordano Bruno, wie dieser es in den Articuli adversus mathematicos 1588 entwickelt hatte. In den Articuli befinden sich Zeichnungen zur quadratischen und hexagonalen Packung wie in Keplers De nive sexangula 1611. Auch Brunos „De triplici minimo et mensura“ von 1591 enthalten derartige Zeichnungen mit entsprechenden Erörterungen.

Dichte Kugelpackung mit 35 Kugeln

Kepler entwickelte Hypothesen über die maximale Dichte von Kugelpackungen, die in der Neuzeit unter anderem Anwendung in der Kristallographie sowie in der Kodierungstheorie, einem Teilgebiet der Nachrichtentechnik fanden. Kepler vermutete, dass die dichteste Art, Kugeln aufzustapeln, darin besteht, sie pyramidenförmig übereinander anzuordnen. Dies versuchten Mathematiker 400 Jahre lang vergeblich zu beweisen. Am 8. August 1998 kündigte der Mathematiker Thomas Hales einen Beweis für Keplers Vermutung an. Auf Grund der Komplexität des Computerbeweises steht eine endgültige Überprüfung trotz jahrelanger Bemühungen angesehener Gutachter noch aus.

#### Mathematische Arbeiten
Der Gedanke logarithmischen Rechnens findet sich sehr früh (1484) bei dem Franzosen Nicolas Chuquet und dann, etwas weiter entwickelt, bei Michael Stifel (1486–1567) in seiner Arithmetica integra, die 1544 in Nürnberg erschien. An ein praktisches Rechnen mit Logarithmen konnte man jedoch erst nach der Erfindung der Dezimalbrüche (um 1600) denken. An der Erfindung der Dezimalbrüche und ihrer Symbolik war der Schweizer Mathematiker Jost Bürgi (1552–1632) stark beteiligt. Dieser berechnete auch zwischen 1603 und 1611 die Logarithmentafel. Da er sie aber trotz mehrfacher Aufforderung durch Johannes Kepler, mit dem er in Prag wirkte, erst 1620 unter dem Titel „Arithmetische und Geometrische Progresstabuln“ veröffentlichte, kam ihm der schottische Lord John Napier (auch Neper) (1550–1617) zuvor. Nachdem Kepler klar geworden war, welche Vereinfachung die neue Rechenmethode für die umfangreichen und zeitraubenden astronomischen Rechenarbeiten mit sich brachte, setzte er alles daran, das Verfahren zu popularisieren und für einen weiten Interessentenkreis zu erschließen.
Er übernahm jedoch das neue Verfahren von Napier nicht so, wie es vorlag: nämlich ohne Angaben Napiers, wie seine Zahlen zustande gekommen waren, sodass die Tafeln unseriös wirkten und viele Wissenschaftler zögerten, sie anzuwenden. Um dieses Hemmnis aus dem Weg zu räumen, schrieb Kepler 1611 eine weit über Napier hinausgehende Erklärung des Logarithmenprinzips und überarbeitete die Tafeln vollständig. Philipp III. von Hessen-Butzbach ließ 1624 Johannes Keplers Chilias logarithmorum in Marburg drucken.
Als Mathematiker tat sich Kepler noch durch seine Behandlung der allgemeinen Theorie der Vielecke und Vielflächner hervor. Mehrere bis dahin unbekannte Raumgebilde entdeckte und konstruierte er völlig neu, unter anderem das regelmäßige Sternvierzigeck. Von Johannes Kepler stammt auch die Definition des Antiprismas.
1615 entwickelte er die nach ihm benannte sogenannte Keplersche Fassregel, eine Methode zur numerischen Integration von Rotationskörpern.

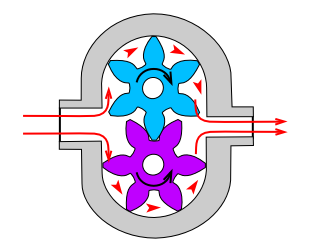
Zahnradpumpe

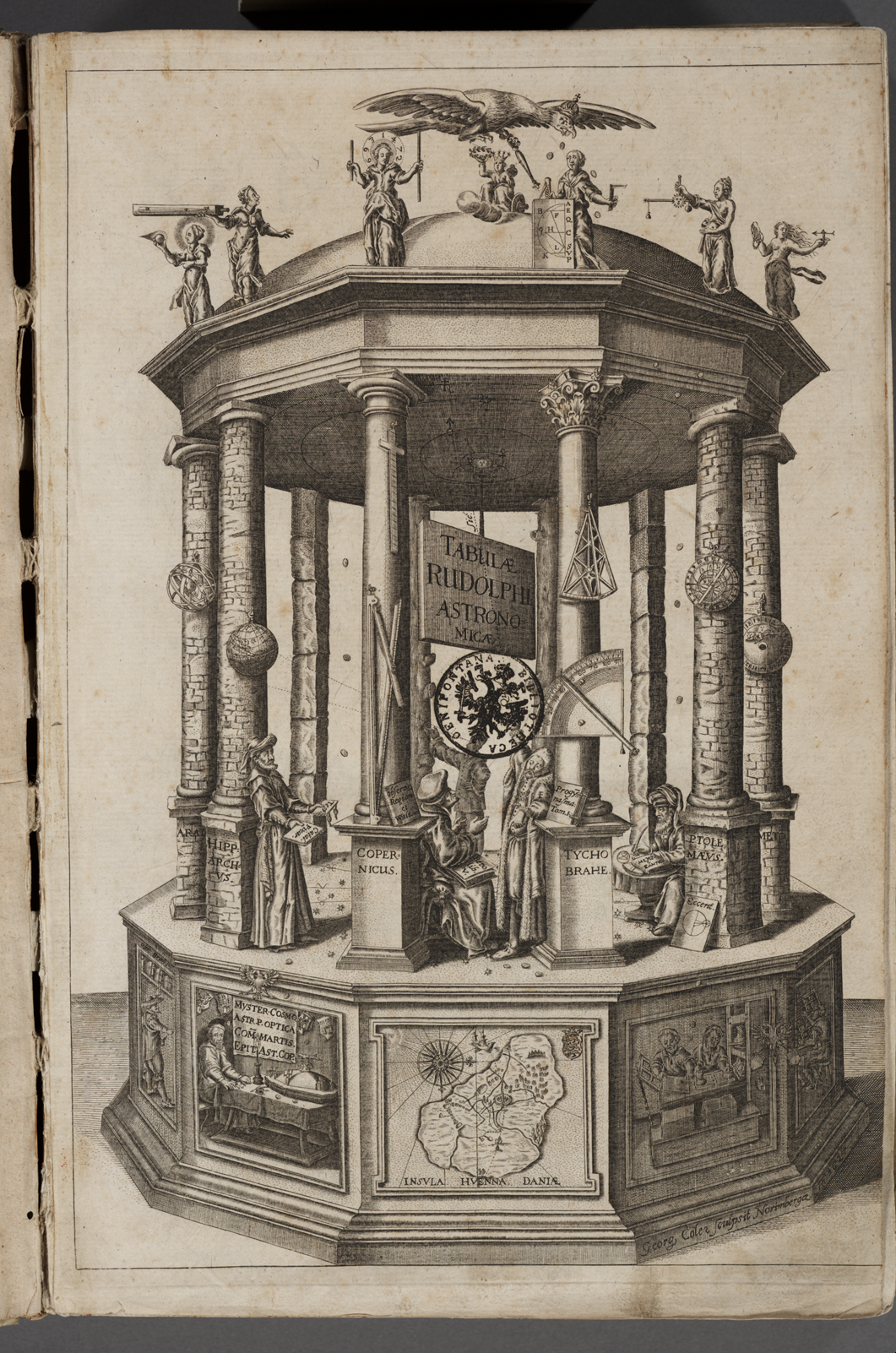
Tabulae Rudolfinae – Frontispiz. Auf der Tafel links unten neben der Abbildung der Insel Hven ist ein Porträt von Kepler

#### Technische Erfindung
Zu einer bedeutenden, aber wenig gewürdigten Erfindung führte eine andere Gelegenheitsarbeit, zu der Kepler durch Gespräche mit einem Bergwerksbesitzer angeregt wurde. Dabei ging es um die Entwicklung einer Pumpe, mit der Wasser aus Bergwerksstollen herausgehoben werden sollte. Nach fehlgeschlagenen Experimenten kam Kepler der Gedanke, zwei in einem Kasten angebrachte „Wellen mit je sechs Hohlkehlen“, also Zahnräder mit abgerundeten Ecken, mit einer Kurbel anzutreiben, sodass die Radhöhlungen das Wasser nach oben beförderten. Er hatte eine ventillose und daher fast wartungsfreie Zahnradpumpe erfunden, die heute in prinzipiell gleichartiger Form in Auto-Verbrennungsmotoren als Ölpumpe eingebaut wird.

### Tabulae Rudolfinae
Gegen Ende seines turbulenten Lebens veröffentlichte Johannes Kepler im Jahre 1627 in Ulm sein letztes großes Werk, die Tabulae Rudolfinae (Rudolfinische Tafeln). Es wertete die Aufzeichnungen Tycho Brahes aus und beschrieb die Positionen der Planeten mit bis dahin unerreichter Genauigkeit. Die mittleren Fehler waren darin auf etwa 1/30 der bisherigen Werte reduziert. Diese Planetentafeln sowie seine in der Epitome dargelegten himmelsmechanischen Gesetze bildeten die überzeugendste Argumentationshilfe der zeitgenössischen Heliozentriker und dienten später Isaac Newton als Grundlage zur Herleitung der Gravitationstheorie.

### Somnium

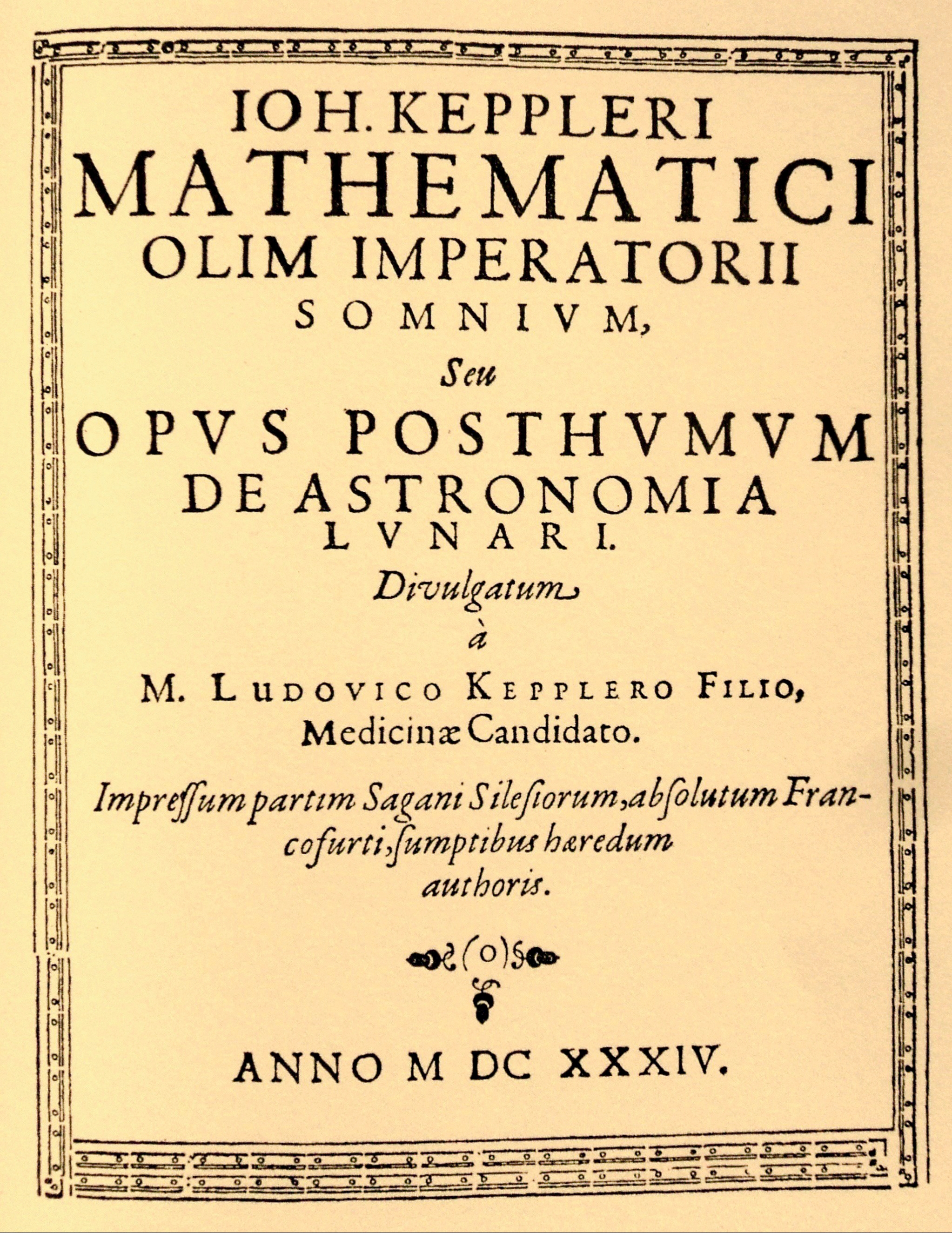
Somnium, Faksimile der Titelseite (1634)

1608 schrieb Kepler eine Erzählung mit dem Titel Somnium („Der Traum“), die so realistisch wie damals möglich eine Mondfahrt beschreibt. Man kann Somnium als eine der ersten Science-Fiction-Erzählungen bezeichnen. Das Werk wurde erst 1634 postum veröffentlicht. Die Entstehungsgeschichte begann jedoch schon vier Jahrzehnte früher: 1593, als Kepler Student in Tübingen war, hatte er als Thema einer der geforderten Disputationen gewählt, wie die Vorgänge am Firmament sich wohl auf dem Mond ausnähmen. Sein Ziel war damals, einen Parallelismus aufzuzeigen: Wie wir die Rotation der Erde und ihre Bewegung um die Sonne nicht spüren, aber den Mond seine Bahn ziehen sehen, könne ein lunarer Beobachter glauben, der Mond stehe still im Raum und die Erde bewege sich um ihn.
Nun wollte Kepler mit fiktiven astronomischen Betrachtungen vom Mond aus das von ihm weiterentwickelte kopernikanische Weltbild populär machen, er wollte versuchen, die Leser von der Meinung abzubringen, weiterhin in der Erde das Zentrum alles Menschlichen und Göttlichen zu sehen. Den Bericht eines raumreisenden Geistes wählte er als märchenhafte Rahmenhandlung. Der erzählende Autor fällt in Schlaf und träumt die Reise zum Mond, die durch einen Regenschauer am Morgen abrupt unterbrochen wird. Kepler war klar, dass es zur Überwindung der irdischen Gravitation einer starken Kraft bedarf, denn nach Aristoteles strebt alle irdische Materie zum Weltmittelpunkt: Ein Stein, der nach oben geworfen wird, kehrt durch diese Wirkung wieder zur Erde zurück. Der Wurf, der einen Menschen bis zum Mond tragen könnte, setzt daher den Menschen gleich einem Schuss großen Kräften aus. Anders als Aristoteles stellte sich Kepler vor, dass diese Anziehungskraft der Erde ähnlich funktioniert wie die zeitgenössisch intensiv erforschte magnetische Kraft. Er dachte sich große Temperaturunterschiede auf dem Mond, Hitze während des Mondtags und Eis und Stürme während der Mondnacht. Er stellte sich Tiere auf dem Mond vor, die sich den unwirtlichen Lebensbedingungen angepasst haben.
Die märchenhafte Erzählung wurde postum von seinem Sohn Ludwig 1634 veröffentlicht und erst 1871 in einer Zeitschrift von Edmund Reitlinger und 1898 als Monografie von Ludwig Günther teilweise ins Deutsche übersetzt. Erst 2011 erschien eine vollständige Übersetzung von Hans Bungarten; hrsg. und essayistisch kommentiert von Beatrix Langner.

## Mystizismus, Astrologie und Wissenschaft
Am Beginn Keplers Überlegungen zu den Planetenbahnen stand die „Erleuchtung“, die Abstände der fünf Planeten von der Sonne entsprächen genau ein- und umgeschriebenen Kugeln zu den fünf platonischen Körpern. Als er rechnerisch weitgehende Übereinstimmung fand, war er sicher, mittels Mathematik und Beobachtung den Bau (die „Architektur“) des Alls enthüllt zu haben.
Als Kepler im Jahr 1604 die Supernova 1604 beobachtete, sah er auch darin die Vorsehung am Werk: Er stellte sie nicht nur in Zusammenhang mit der Konjunktion von Jupiter und Saturn (1603) und vermutete, der neue Stern sei durch diese ausgelöst worden. Er behauptete, Gleiches habe sich beim Erscheinen des Sterns von Betlehem ereignet: Auch dieser sei infolge einer großen Planetenkonjunktion sichtbar geworden (erste naturwissenschaftliche Stern-von-Betlehem-Theorie). In gleicher Weise sei nunmehr (1604) die Wiederkunft des Herrn nicht mehr fern.
Bereits sein Werk De fundamentis … von 1601 zeigt seine genaue Kenntnis der Astrologie. Diese blieb bis an sein Lebensende ein wesentlicher Teil seiner naturphilosophischen Beschäftigung.
Ein Forscher, der solch „dunkle“ Lehren zur Grundlage seiner naturwissenschaftlichen Untersuchungen machte, musste einem Rationalisten wie Galilei zwielichtig erscheinen. Mit Galilei wechselte er zwar öfter Briefe, dieser jedoch hielt nicht viel von Keplers „fernwirkenden Kräften“ und esoterischen „Harmonien“. So war das Verhältnis zwischen den beiden – manchen fachlichen Übereinstimmungen zum Trotz – eher gespannt, was besonders in Keplers gleichzeitiger Korrespondenz mit Matthias Bernegger zum Ausdruck kommt.
Kepler aber befand sich im 17. Jahrhundert in bester Gesellschaft: Noch Isaac Newton zeigte von seiner Studienzeit bis ins hohe Alter starkes Interesse an qualitativer Naturphilosophie (einschließlich Alchemie) und gelangte so zu seinen entscheidenden Überlegungen zur Schwerkraftwirkung der Massen.

### Mysterium Cosmographicum
Kepler entdeckte die Planetengesetze, indem er Pythagoras’ Ziel, das Auffinden der Harmonie der Himmelssphären, zu vollenden suchte. Nachdem es ihm nicht gelungen war, eine eindeutige Anordnung von Polygonen zu finden, die zu den bekannten astronomischen Beobachtungen passte (selbst wenn er dem System zusätzliche Planeten hinzufügte), experimentierte Kepler mit dreidimensionalen Polyedern. Aus seiner kosmologischen Sicht war es kein Zufall, dass die Anzahl der regelmäßigen Polyeder (d. h. die platonischen Körper) um eins kleiner als die Anzahl der bekannten Planeten war. Er versuchte daher zu beweisen, dass die Abstände und Umlaufbahnen der Planeten von der Sonne durch Kugeln innerhalb dieser Polyeder definiert sind. Wenn man diese Körper, die jeweils von einer Kugel umschlossen sind, ineinander schachtelt, ergeben sich sechs Schichten, die den sechs bekannten Planeten des kopernikanischen Weltbilds entsprechen – Merkur, Venus, Erde, Mars, Jupiter und Saturn. Durch die richtige Anordnung der Körper – Oktaeder, Ikosaeder, Dodekaeder, Tetraeder und Würfel – glaubte Kepler daran, dass die Kugeln den relativen Größen der Umlaufbahnen der einzelnen Planeten um die Sonne entsprechen und im Allgemeinen um weniger als 10 % von den astronomischen Beobachtungen abweichen. Er führte die meisten Abweichungen auf Messungenauigkeiten zurück.
Kepler veröffentlichte diese Theorie 1596 in seinem Buch Mysterium Cosmographicum (Das Weltgeheimnis). Entsprechend befand sich die Umlaufbahn des Saturns auf dem Großkreis einer Kugel, die einen Würfel umschließt. Der Würfel umschloss eine Kugel, welche die Jupiterbahn beschrieb (siehe Abbildung). Diese Kugel schloss ein Tetraeder ein, das die Marskugel umhüllte. Die Erde bewegte sich auf einer Kreisbahn innerhalb des Dodekaeders, die Venus innerhalb des Ikosaeders und der Merkur innerhalb des Oktaeders. Diese Arbeit war nach Keplers Entdeckung des ersten nach ihm benannten Gesetzes – spätestens aber nach der Entdeckung entfernterer Planeten – nur noch von historischem Interesse. Am 4. August 1597 bekannte sich Galileo Galilei in einem Brief an Kepler als Anhänger des kopernikanischen Weltbilds, vermied aber jeglichen Kommentar zum Mysterium Cosmographicum.
In seinem 1619 erschienenen Werk Harmonice mundi (Weltharmonik) stellte Kepler ebenso wie im Mysterium Cosmographicum eine Verbindung zwischen den platonischen Körpern und der klassischen Auffassung der Elemente her. Das Tetraeder entsprach dem Feuer, das Oktaeder der Luft, der Würfel der Erde, das Ikosaeder symbolisierte das Wasser und das Dodekaeder stand für den Kosmos als Ganzes oder den Äther. Es gibt Beweise, dass dieser Vergleich antiken Ursprungs ist, wie Plato von einem gewissen Timaeus von Locri erklärt, der sich das Universum vorstellte als von einem gigantischen Dodekaeder umgeben, während die anderen vier Körper die „Elemente“ des Feuers, der Luft, der Erde und des Wassers darstellen. Zu Keplers Enttäuschung scheiterten all seine Versuche, die Bahnen der Planeten innerhalb eines Satzes von Polyedern anzuordnen.
Sein größter Erfolg war 1609 die Entdeckung des ersten Keplerschen Gesetzes, dass sich die Planeten auf Ellipsen und nicht auf Kreisbahnen bewegen. Diese Entdeckung war eine direkte Konsequenz seines gescheiterten Versuchs, die Planetenbahnen in Polyedern anzuordnen. Keplers Bereitschaft, seine am meisten geschätzte Theorie angesichts genau beobachtbarer Beweise zu verwerfen, zeugt von seiner sehr modernen Auffassung von wissenschaftlicher Forschung. Es war auch ein großer Fortschritt, dass Kepler versuchte, die Planetenbewegung auf eine Kraft zurückzuführen, die dem Magnetismus ähnelt, die Anima motrix. Diese Kraft gehe, wie er glaubte, von der Sonne aus. Obwohl er die Gravitation nicht entdeckte, scheint er als Erster versucht zu haben, ein empirisches Gesetz zu finden, das die Bewegung sowohl der Erde als auch der Himmelskörper erklärt.

### Astrologie
Kepler war davon überzeugt, dass bestimmte Konstellationen der Himmelskörper den Menschen beeinflussen können wie das Wetter. Er versuchte die Zusammenhänge zu ergründen und wollte die Astrologie auf eine wissenschaftliche Basis stellen. In seiner Veröffentlichung De Fundamentis Astrologiae Certioribus („Über zuverlässigere Grundlagen der Astrologie“) von 1601 legte Kepler dar, wie die Astrologie auf sicherer Grundlage ausgeübt werden könnte, indem man sie auf neue naturwissenschaftliche Erkenntnisse in Verbindung mit dem pythagoreischen Gedanken der Weltharmonie stellte. Auch dies war ein Affront gegen seine konservativen Zeitgenossen, die der ptolemäischen Astronomie den Vorzug gaben.
Kepler trat dafür ein, dass sich eine bestimmte Beziehung zwischen himmlischen und irdischen Ereignissen feststellen lässt. Mehr als 800 von Kepler gezeichnete Horoskope und Geburtskarten sind erhalten. Einige betreffen ihn selbst oder seine Familie, versehen mit wenig schmeichelhaften Bemerkungen. Als Teil seiner Aufgabe als Landschaftsmathematiker in Graz erstellte Kepler eine Prognose für 1595, in der er schwere Aufstände, den Türkeneinfall und bittere Kälte voraussagte. All dies trat ein und brachte ihm die Anerkennung seiner Zeitgenossen ein.
In einer Schrift von 1610 warnte Kepler Theologen, Mediziner und Philosophen „bei billiger Verwerfung des sternguckerischen Aberglaubens, das Kind mit dem Bade auszuschütten“, womit er u. a. auf eine Schrift des badischen Hofmedikus Philipp Fesel reagierte, der die Astrologie kritisierte. Kepler verachtete Astrologen, die dem Geschmack des gemeinen Mannes hörig waren, ohne Kenntnis der abstrakten und allgemeinen Gesetze. Prognosen zu erstellen sah er jedoch als eine legitime Möglichkeit an, sein mageres Einkommen aufzubessern. Doch wäre es falsch, Keplers astrologische Interessen als rein kommerziell motiviert abzutun. Der Historiker John David North sagte dazu: „Wäre er kein Astrologe gewesen, wäre er sehr wahrscheinlich an der Aufgabe gescheitert, seine Planeten-Astronomie in der Form, wie wir sie heute kennen, zu entwickeln.“

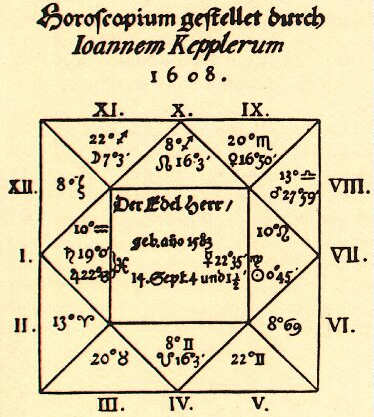
Keplers erstes Horoskop für Wallenstein aus dem Jahr 1608

Schon 1608 hatte Kepler Wallenstein ein Horoskop erstellt. Es ist erhalten geblieben und enthält unter anderem ein für Wallenstein nicht gerade schmeichelhaftes Charakterbild. Wie zum Trost fügt Kepler hinzu: „Es ist aber das Beste an dieser Geburt, daß Jupiter darauf folget und Hoffnung machet, mit reifem Alter werden sich die meisten Untugenden abwetzen und also diese seine Natur zu hohen, wichtigen Sachen zu verrichten tauglich werden.“ Wallenstein war kaum 25 Jahre alt, als er diese erste Horoskopdeutung entgegennahm. Er überprüfte sie im Laufe der Jahre vielfach und versah sie eigenhändig mit Anmerkungen.
1624 trug Wallenstein erneut durch den Oberstleutnant Gerard von Taxis an Kepler die Bitte heran, nach geänderter Geburts-Horoskop-Berechnung eine zweite Ausdeutung zu geben. Wallenstein war astrologiegläubiger als Kepler. Ihm lag daran, bis in die Einzelheiten den Lauf seines Schicksals auf dem Vorwege zu erfahren. Kepler sollte ihm sagen, was ihm in jedem Jahr als Glück und Unglück zustoßen würde, wie lange der Krieg noch dauern, ob er zu Hause oder in der Ferne sterben würde, wer seine verborgenen und öffentlichen Feinde seien.
Im Januar 1625 kam Kepler dem Wunsch nach und unterzog Wallensteins erstes Horoskop einer gründlichen Revision. Er betonte in seinem zweiten Horoskop-Gutachten, dass er dieses als Philosoph, das heißt als nüchtern denkender Mensch verfasst habe und nicht aus der Stimmung der im Aberglauben verhafteten Volksastrologie. Entschieden wehrte er sich gegen Wallensteins Wunsch, bis in die Einzelheiten und zeitlich präzise das Schicksal im Voraus zu erfahren: „[…] und will diß alles bloß allein aus dem Himmel haben, […], der ist wahrlich noch nie recht in die Schuell gangen, und hatt das Licht der Vernunft, das ihme Gott angezündt, noch nie recht gepuzet; […].“ Das Gutachten ist durchzogen von Warnungen vor dem astrologischen Fatalismus. Es ist eine einzige Unterbauung von Keplers Auffassung: „Die Sterne zwingen nicht, sie machen nur geneigt.“ Kepler räumte der menschlichen Willkür die Möglichkeit ein, himmlische Zwänge zu durchbrechen und von dem astrologisch vorgezeichneten Weg abzuweichen. „Fast nie wirkt nach ihm der Himmel allein, sondern der Geborene und andere, mit welchen er es zu tun hat, tun viel und fangen viel aus freier Willkür an, was sie auch wohl hätten unterlassen können und wozu sie vom Himmel nicht gezwungen wären.“ Unmissverständlich wies er das Ansinnen Wallensteins zurück, konkrete Einzelheiten wie die künftige Todesursache oder „Ob er in der frembdt sterben werde“ aus dem Horoskop abzuleiten. „Wann das rathen also auf ja und nein gerichtet ist, so trifft man allwegen ungefehrlich den halben theill, und fählet auch den halben theill. Das treffen behalt mann […], das fählen aber vergisset mann, weill es nichts besunders ist, damit bleibt der Astrologus bey ehren.“
1628, als Kepler weder ein noch aus wusste, trat Wallenstein erneut auf den Plan. Er hatte zwar schon den Italiener Giovanni Battista Seni als Hofastrologen, aber mit Billigung Ferdinands II. bot er Kepler an, als Berater in seine Dienste zu treten.

## Würdigungen

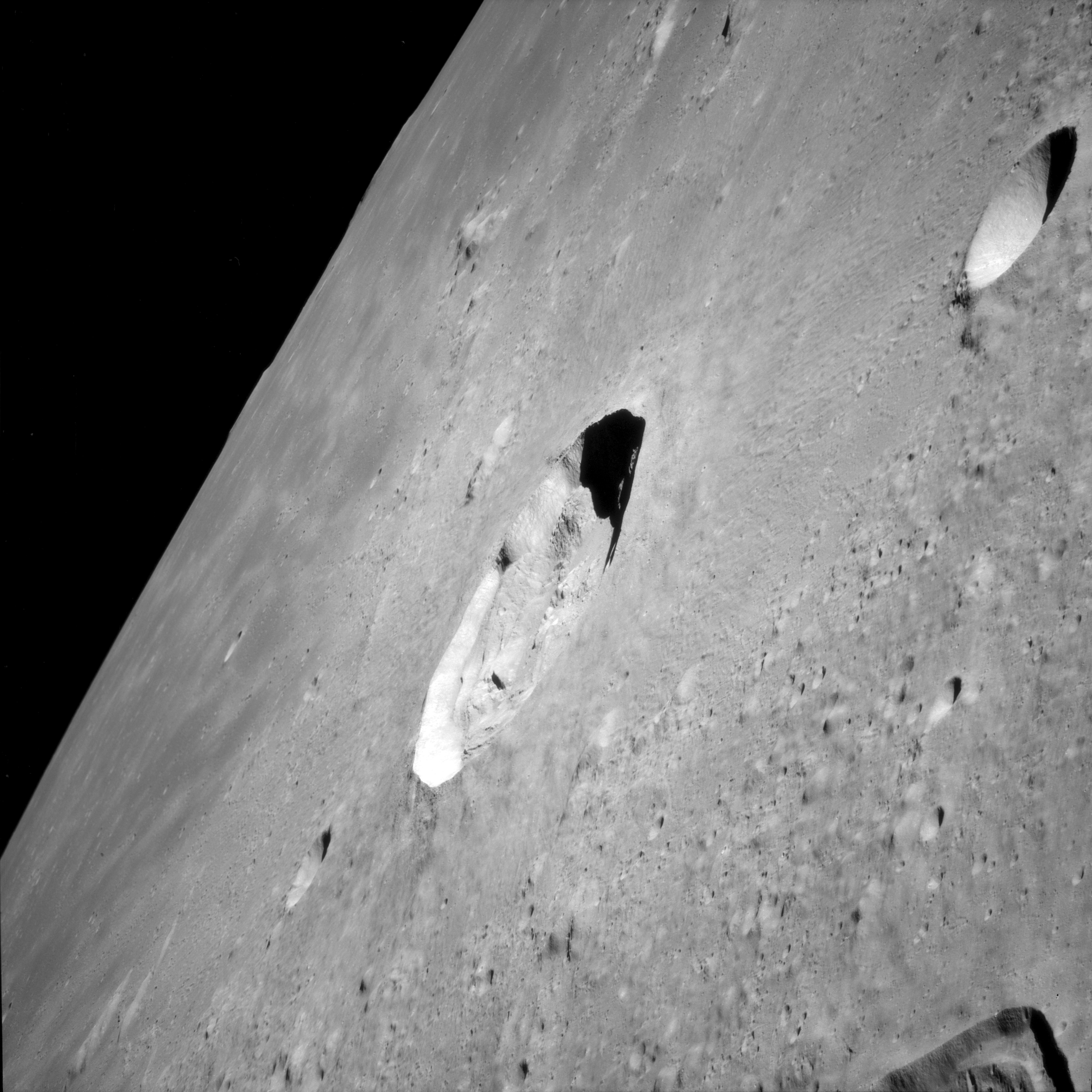
Der Mondkrater Kepler

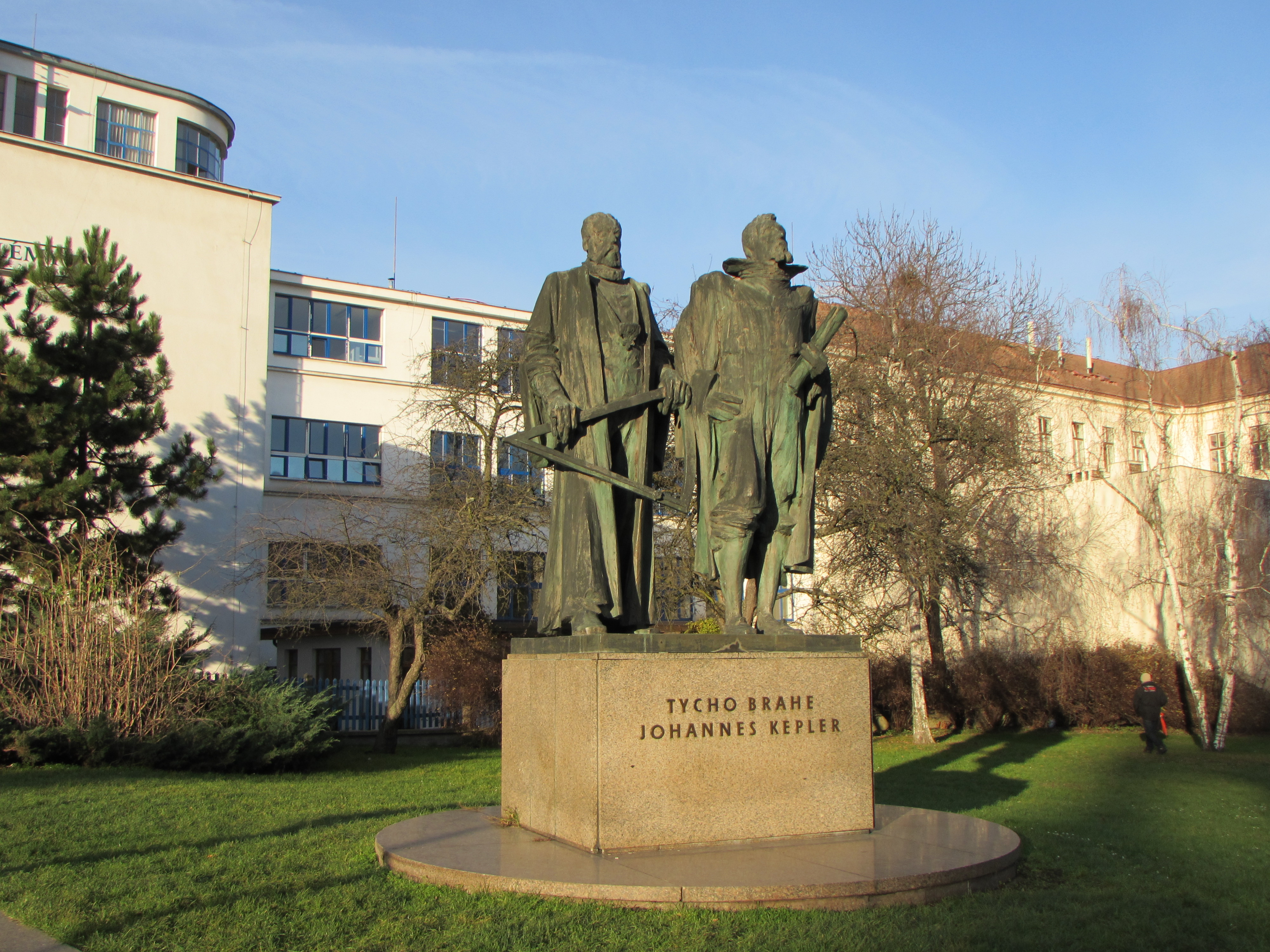
Denkmal für Kepler und Brahe in Prag

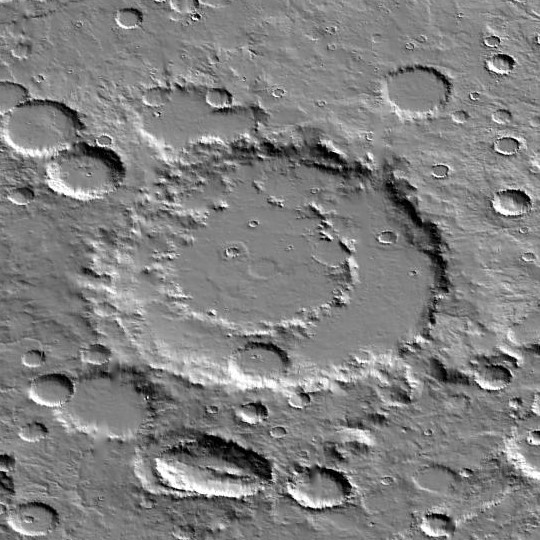
Der Marskrater Kepler

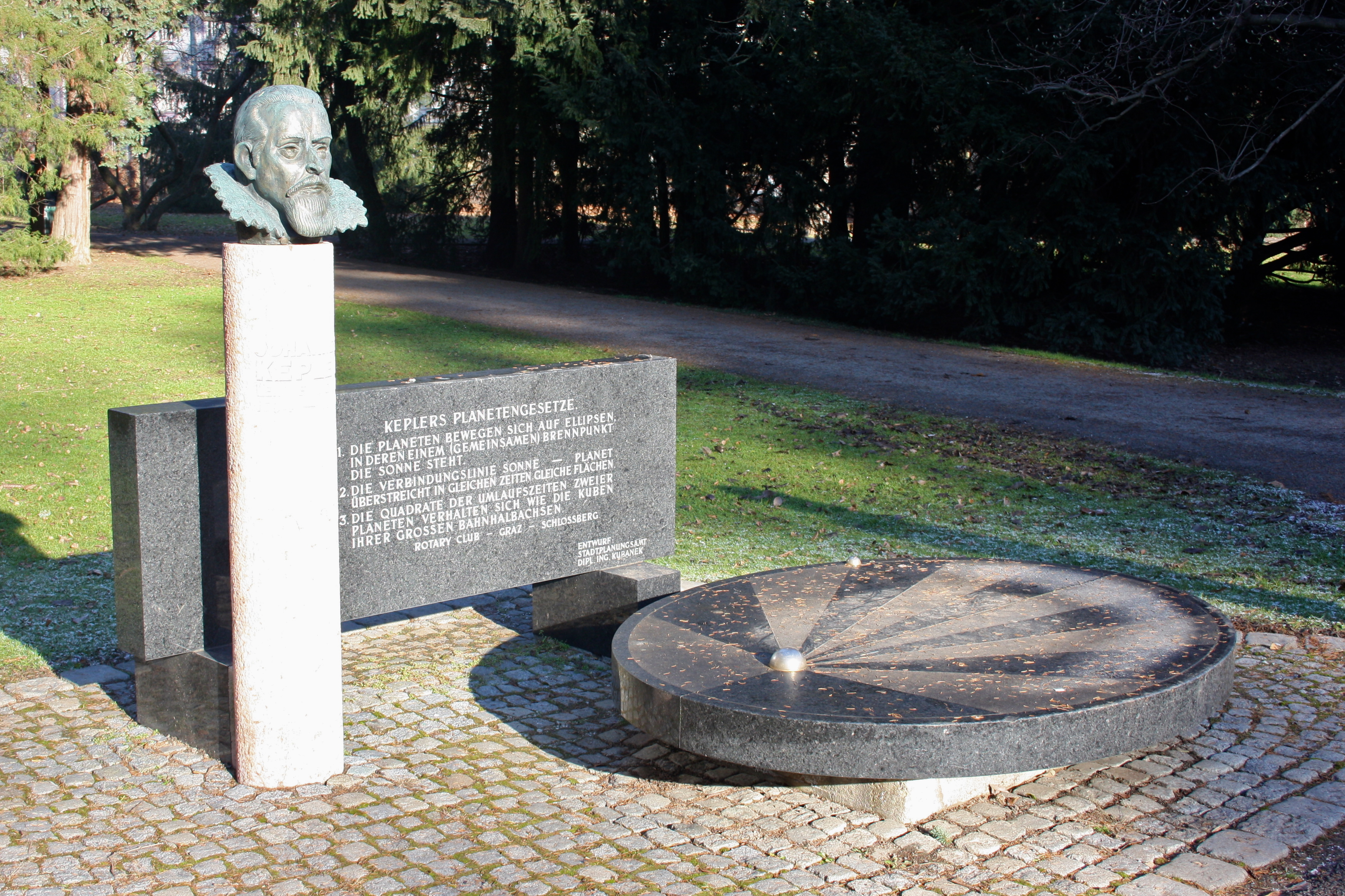
Keplerdenkmal im Grazer Stadtpark

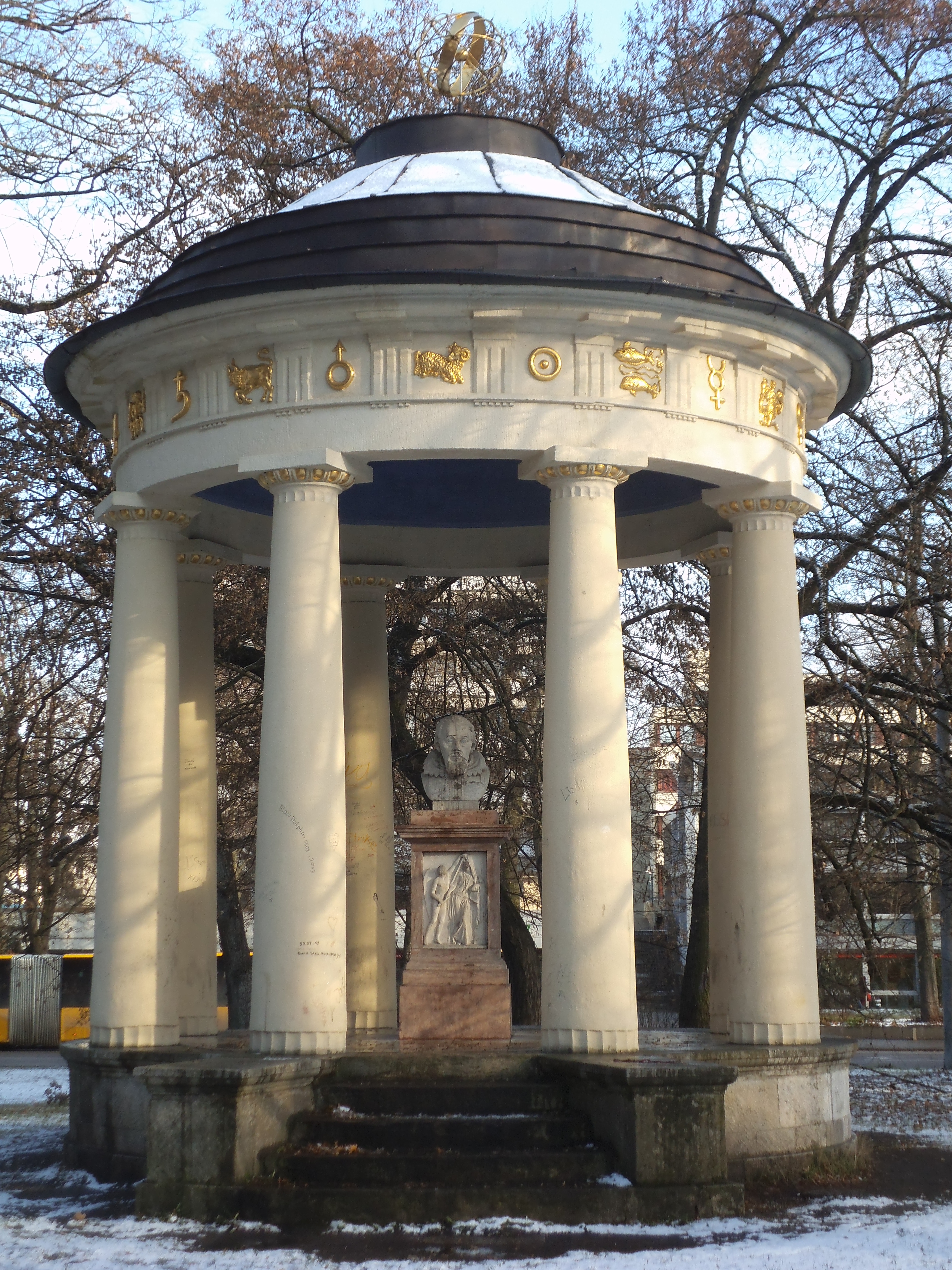
Altan in Regensburg, 1808. Die Keplerbüste von Friedrich Döll ist nach einer verlorenen Vorlage aus Gotha.

Da Kepler sich einige Zeit in Linz aufhielt, wurde 1975 die dortige Universität ihm zu Ehren Johannes-Kepler-Universität genannt. Weiter erhielten die Sternwarten in Weil der Stadt, Graz, Steinberg bei Graz und Linz den Namen Kepler-Sternwarte. Die Astronomische Station Johannes Kepler, die erste Schulsternwarte der DDR im Stadtteil Kanena von Halle (Saale) wurde nach ihm benannt, so wie in Wien die Keplergasse, der Keplerplatz und die danach benannte U-Bahn-Station; in Graz die – 1875 durchgehend eröffnete – Keplerstraße, die östlich anschließende Mur-Brücke und – nach der Straße – das Keplergymnasium im Gebäude aus 1900, weiters in Regensburg die Keplerstraße, in der noch heute sein Wohnhaus steht. In zahllosen weiteren Städten tragen Schulen und Straßen seinen Namen. Ab 2016 treten die drei öffentlichen Krankenhäuser in Linz als Teile des Kepler Universitätsklinikums auf.
In Keplers Heimatort Weil der Stadt wurde ihm zu Ehren 1870 ein Denkmal errichtet, auf dem verschiedene Szenen aus seinem Leben dargestellt sind. In Regensburg befindet sich das Kepler-Monument.
An seinem Wirkungsort Prag ist ein Gymnasium nach Kepler benannt. Außerdem steht dort ein gemeinsames Denkmal Keplers mit Tycho Brahe.
Im Grazer Stadtpark wurde 1963 ein Denkmal gesetzt, das neben seiner Büste die drei Planetengesetze zeigt, die durch eine Ellipse mit zwölf Sektoren gleicher Fläche – d. h. etwa einer pro Monat – veranschaulicht werden. 1994, also 400 Jahre nachdem Kepler nach Graz kam, wurde eine größere Ausstellung am Keplergymnasium gestaltet. Auf Dauer blieb davon der Museumsraum zu Johannes Kepler, der weniger bekannte Seiten von ihm zeigt: Harmonie, Geometrie, Astrologie, Mystik. Dieser Erlebnisraum im Keller besitzt etwa einen begehbaren, innenverspiegelten Ikosaeder, wendet sich besonders an Jugendliche und kontrastiert die rein naturwissenschaftlich orientierte Sternwarte am Dach des Hauses.
Darüber hinaus wurden nach Kepler benannt: ein Gebirge im Fiordland-Nationalpark auf der Südinsel Neuseelands und ein Great Walk darin sowie ein Ultramarathon auf diesem Track, ein großer Mondkrater mit hellem Strahlensystem, ein Marskrater, der Asteroid (1134) Kepler, das NASA-Weltraumteleskop Kepler, die damit entdeckten 2662 Exoplaneten und deren Sterne, das zweite Automated Transfer Vehicle der ESA sowie das 1974 gebaute Fahrgastschiff Johannes Kepler und ein Flächenpeilschiff, das 1980 gebaut wurde.
Nach Kepler benannt ist auch die Pflanzengattung Keppleria Mart. ex Endl. aus der Familie der Palmen (Arecaceae).
Paul Hindemith setzte ihm mit seiner 1957 vollendeten Oper Die Harmonie der Welt ein musikalisches Denkmal. Die Oper Kepler von Philip Glass, ein Auftragswerk für Linz, die Kulturhauptstadt Europas 2009, wurde am 20. September 2009 in Linz uraufgeführt. Eine Büste Keplers wurde 1842 in die bairische Gedenkstätte Walhalla aufgenommen. Am 21. Oktober 2009 gab die Tschechische Nationalbank eine 200-Kronen-Gedenkmünze zu seinen Ehren heraus. Eine Grafikprozessor-Mikroarchitektur der Firma Nvidia und die Version 4.3 der Entwicklungsumgebung Eclipse tragen seinen Namen.
Die Evangelische Kirche in Deutschland erinnert mit einem Gedenktag im Evangelischen Namenkalender am 15. November an Kepler.
Ein Wagen der Straßenbahn Ulm trägt seinen Namen.

„Es ist gesagt worden, Kepler sei es ähnlich ergangen wie anderthalb Jahrhunderte vorher Kolumbus. Er sei ausgefahren, Indien zu finden, und habe dabei Amerika entdeckt. Wer weiß, ob Kepler, der so nahe daran war, die dann von Newton entdeckten Gesetze der Schwerkraft zu finden, nicht auch diesen letzten Schritt hätte tun können, wenn er nicht durch die Furcht vor einem Sakrileg daran gehindert worden wäre. Denn er wagte es nicht, trotz mancher Andeutung in seinen Schriften, die weltbewegende Kraft des Kosmos aus den Händen Gottes zu nehmen und einer Naturkraft, nämlich der Gravitation zuzuschreiben.“

## Werke
Gesammelte Werke

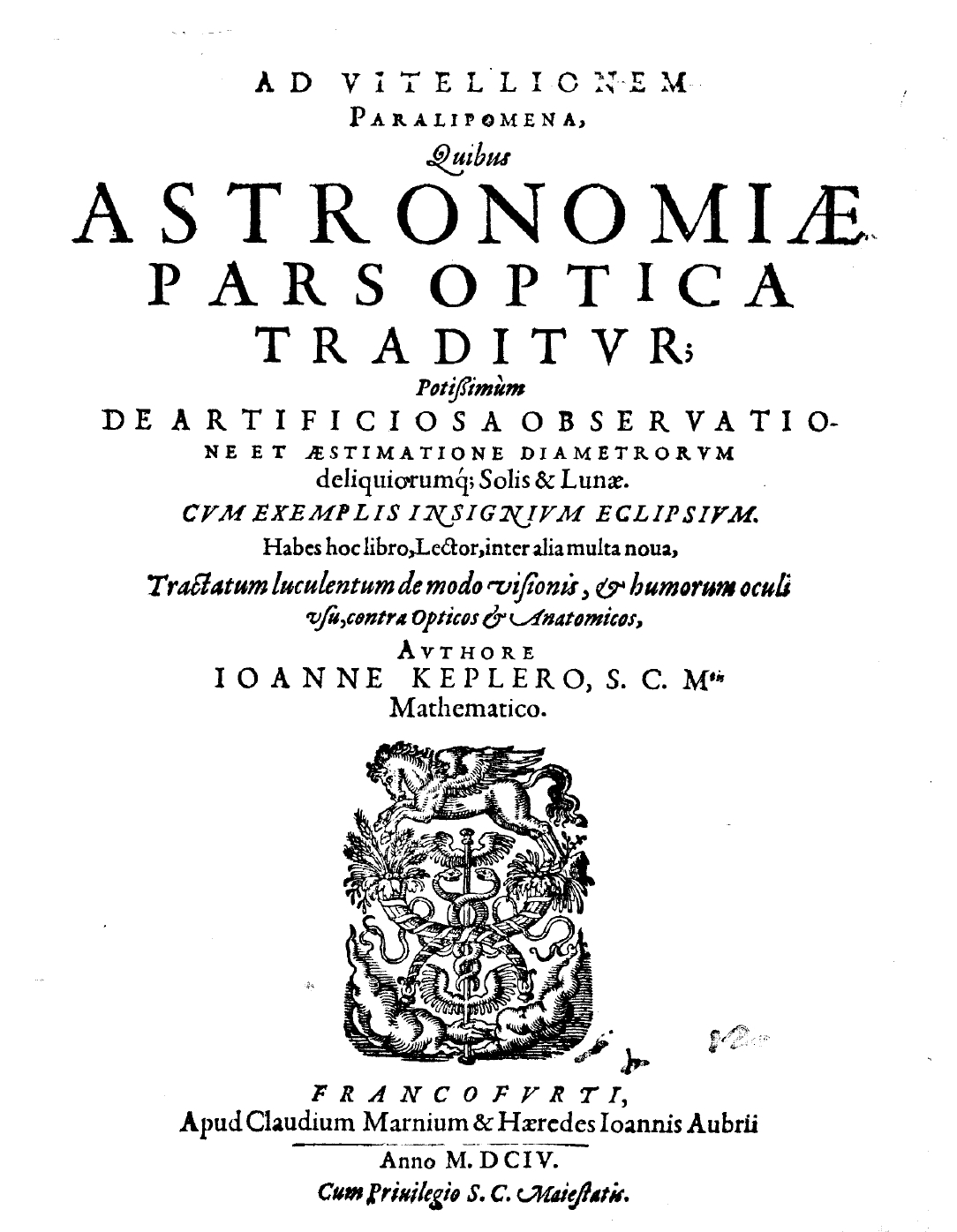
Astronomiae pars optica

Max Caspar, Walther von Dyck (Hrsg.): Beck, München 1938 ff. (kurz KGW).
- Band I: Johannes Kepler: Mysterium cosmographicum. De stella nova. Herausgegeben von Max Caspar. In: Deutsche Forschungsgemeinschaft und Bayerische Akademie der Wissenschaften (Hrsg.): Johannes Kepler – Gesammelte Werke. Band I. C. H. Beck, München 1993, ISBN 3-406-01639-1 (BAdW KGW I [PDF; abgerufen am 3. Januar 2020] Erstausgabe:  1938).
- Band II: Astronomiae pars optica. Ad Vitellionem Paralipomena. Hrsg. Franz Hammer, München 1939.
- Band III: Astronomia nova aitiologetos seu Physica coelestis. Hrsg. Max Caspar, München 1938.
- Band IV: Kleinere Schriften. Dioptrice. Hrsg. Max Caspar, München 1941.
- Band V: Chronologische Schriften. Hrsg. Franz Hammer, München 1953.
- Band VI: Harmonices Mundi libri V. Hrsg. Max Caspar, München 1940/1990, ISBN 3-406-01648-0.
- Band VII: Epitome Astronomiae Copernicanae. Hrsg. Max Caspar, München 1953.
- Band VIII: Mysterium cosmographicum. De cometis. Tychonis Hyperaspites. Hrsg. Franz Hammer, München 1963.
- Band IX: Mathematische Schriften. Hrsg. Franz Hammer, München 1955/2000, ISBN 3-406-01655-3.
- Band X: Tabulae Rudolphinae. Hrsg. Franz Hammer, München 1969.
- Band XI,1: Ephemerides novae motuum coelestium. Hrsg. Volker Bialas, München 1983, ISBN 3-406-01659-6.
- Band XI,2: Calendaria et Prognostica. Astronomica minora. Somnium seu Astronomia lunaris. Hrsg. Volker Bialas, Helmuth Grössing, München 1993, ISBN 3-406-37511-1.
- Band XII: Theologica. Hexenprozess. Gedichte. Tacitus-Uebersetzung. Hrsg. Jürgen Hübner, Helmuth Grössing, München 1990, ISBN 3-406-01660-X.
- Band XIII: Briefe 1590–1599. Hrsg. Max Caspar, München 1945.
- Band XIV: Briefe 1599–1603. Hrsg. Max Caspar, München 1949.
- Band XV: Briefe 1604–1607. Hrsg. Max Caspar, München 1951.
- Band XVI: Briefe 1607–1611. Hrsg. Max Caspar, München 1954.
- Band XVII: Briefe 1612–1620. Hrsg. Max Caspar, München 1955.
- Band XVIII: Briefe 1620–1630. Hrsg. Max Caspar, München 1959.
- Band XIX: Dokumente zu Leben und Werk. Hrsg. Martha List, München 1975, ISBN 3-406-01674-X.
- Band XX,1: Manuscripta astronomica I. Hrsg. Volker Bialas, München 1988, ISBN 3-406-31501-1.
- Band XX,2: Manuscripta astronomica II. Hrsg. Volker Bialas, München 1998, ISBN 3-406-40592-4.
- Band XXI,1: Manuscripta astronomica III. Hrsg. Volker Bialas, Friederike Boockmann, Eberhard Knobloch [u. a.], München 2002, ISBN 3-406-47427-6.
- Band XXI,2.1: Johannes Kepler: Manuscripta harmonica, Manuscripta chronologica. Bearbeitet von Volker Bialas, Friedrich Seck. In: Kepler-Kommission der bayerischen Akademie der Wissenschaften (Hrsg.): Johannes Kepler – Gesammelte Werke. XXI,2.1. C. H. Beck, München 2009, ISBN 978-3-406-57871-7 (BAdW KGW Band XXI,2.1 [PDF; abgerufen am 3. Januar 2020]).
- Band XXI,2.2: Johannes Kepler: Manuscripta astrologica, Manuscripta pneumatica. Bearbeitet von Friederike Boockmann, Daniel A. Di Liscia. In: Kepler-Kommission der bayerischen Akademie der Wissenschaften (Hrsg.): Johannes Kepler – Gesammelte Werke. XXI,2.2. C. H. Beck, München 2009, ISBN 978-3-406-57871-7 (BAdW KGW Band XXI,2.2 [PDF; abgerufen am 3. Januar 2020]).

Gedichte
- Sämtliche Gedichte. Herausgegeben und kommentiert von Friedrich Seck; übersetzt von Monika Balzert, Olms, 2. Auflage, Hildesheim 2020 (Spudasmata, Band 180), ISBN 978-3-487-31192-0.

Werk- und Literaturverzeichnis
- Gerhard Dünnhaupt: Johannes Kepler. In: Personalbibliographien zu den Drucken des Barock. Bd. 3. Hiersemann, Stuttgart 1991, ISBN 3-7772-9105-6, S. 2269–2308.

Einzelwerke (Auswahl)
- Antwort Joannis Keppleri Sae. Cae. Mtis. Mathematici auff D. Helisaei Röslini Medici et Philosophi Discurs / Von heutiger Zeit beschaffenheit / vnd wie es künfftig ergehen werde. Prag: Sesse, 1609 (Digitalisat und Volltext im Deutschen Textarchiv).
- Außzug auß der Vralten Meſſe Kunſt Archimedis Vnd deroſelben newlich in Latein auſzgangener Ergentzung / betreffend Rechnung der Cörperlichen Figuren / holen Gefeſſen vnd Weinfäſſer / ſonderlich deß Oeſterreichiſchen / ſo vnder allen anderen den artigiſten Schick hat. Erklärung vnnd beſtättigung der Oeſterreichiſchen Weinbiſier Ruthen / vnd deroſelben ſonderbaren gantz leichten vnd behenden Gebrauchs an den Landfäſſern: Erweitterung deſſen auff die außländiſche / ſo auch auff das Geſchütz vnnd Kugeln. Sampt einem ſehr nutzlichen Anhang Von vergleichung deß Landtgebräuchigen Gewichts / Elen / Klaffter / Schuch / Wein- vnd Traid Maaß / vnder einander / vnd mit andern außländiſchen / auch Alt Römiſchen. Linz: Selbstverlag; Blanck, 1616 (Digitalisat und Volltext im Deutschen Textarchiv).
- Tertius interveniens. Das ist/ Warnung an etliche Theologos, Medicos und Philosophos, sonderlich D. Philippum Feselium, daß sie bey billicher Verwerffung der Sternguckerischen Aberglauben/ nicht das Kindt mit dem Badt außschütten/ und hiermit ihrer Profession unwissendt zuwider handlen: Mit vielen hochwichtigen zuvor nie erregten oder erörterten Philosophischen Fragen gezieret/ Allen wahren Liebhabern der natürlichen Geheymnussen zu nohtwendigem Unterricht / Gestellet durch Johann Kepplern/ der Röm. Keys. Majest. Mathematicum. Franckfurt am Mäyn: Tampach, 1610 (Digitalisat und Volltext im Deutschen Textarchiv).
- Nychthēmeron Augustale Joannis Kepleri Impp: Caess: Rudolphi II. f.m. & Mathiae I. Mathematici, Prag 1612 (Digitalisat).
- Unterricht vom H. Sacrament des Leibs und Bluts Jesu Christi unsers Erlösers, [Prag] 1617 (Digitalisat).
- Joannis Keppleri Somnium seu Opus posthumun de astronomia lunari. Accedit Plutarchi libellus De facie quae in orbe lunae apparet. E Graeco Latine redditus a Joanne Kepplero. Faksimiledruck der Ausgabe von 1634. Mit einem Nachwort herausgegeben von Martha List und Walther Gerlach. Zeller, Osnabrück 1969 (Eintrag auf openlibrary.org).
- Keplers Traum vom Mond. [Übersetzt und kommentiert] von Ludwig Günther. Teubner, Leipzig 1898 (Digitale Neuausgabe Univ. Heidelberg, 2013).
- Der Traum, oder: Mond-Astronomie. Somnium sive astronomia lunaris. Mit einem Leitfaden für Mondreisende von Beatrix Langner. Hrsg. von Beatrix Langner. Aus dem Neulateinischen von Dr. Hans Bungarten, Matthes & Seitz, Berlin 2010, ISBN 978-3-88221-626-4.

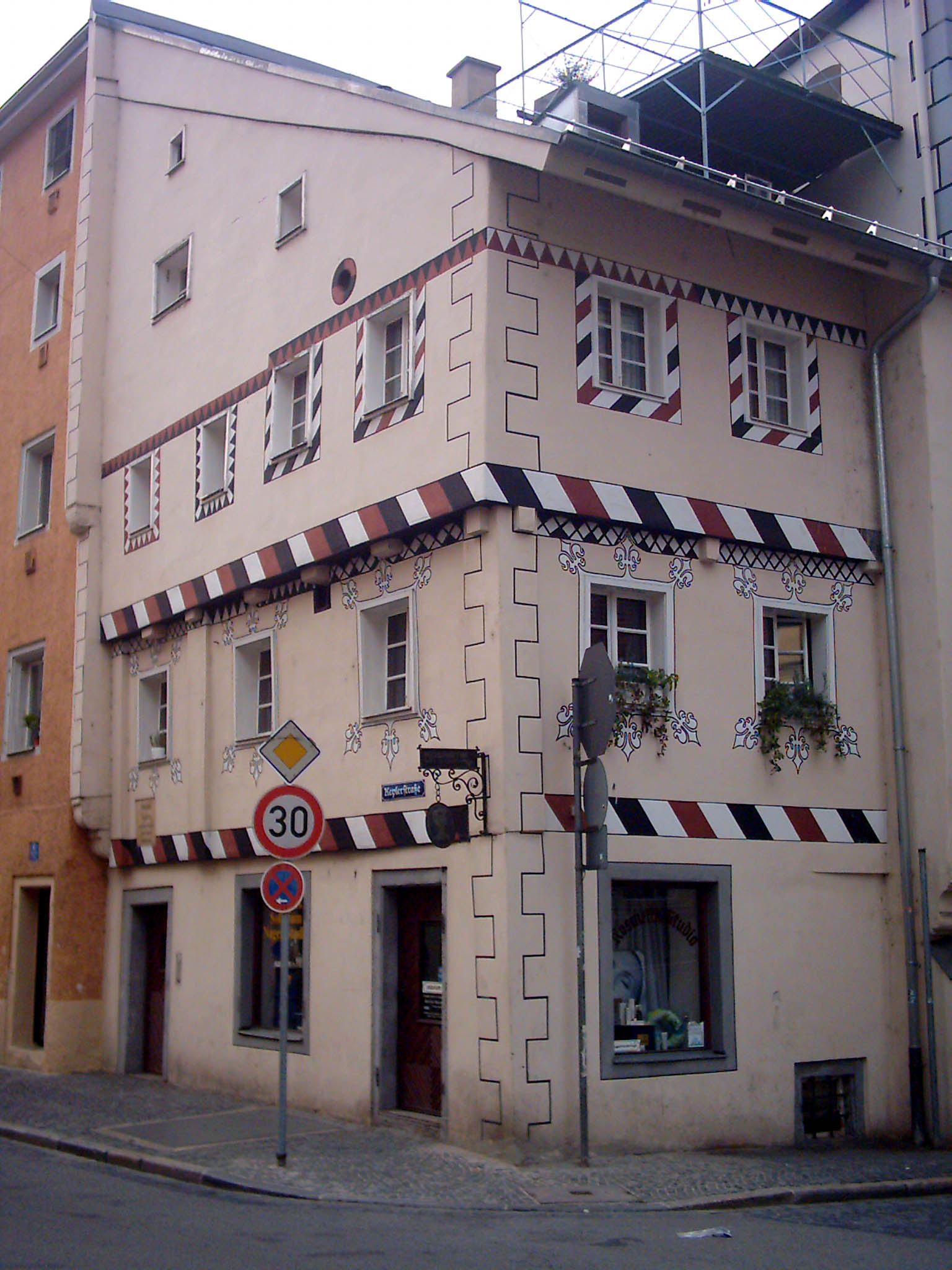
Keplers Wohnhaus (1626–1628) in Regensburg

- Contra Ursum. In: La guerre des astronomes. La querelle au sujet de l’origine du système géo-héliocentrique à la fin du XVIe siècle. 2 Bde. Hrsg. von Nicholas Jardine und Alain-Philippe Segonds, Paris, Les Belles Lettres, 2008. (Science et humanisme; 9–10), ISBN 978-2-251-34513-0, ISBN 978-2-251-34512-3.
- Mysterium Cosmographicum. (Deutsch: Das Weltgeheimnis) (Nachdruck erhältlich unter: Johannes Kepler – Was die Welt im Innersten zusammenhält. Antworten aus Schriften von Johannes Kepler. (Mysterium cosmographicum, Tertius interveniens, Harmonice mundi) in deutscher Übersetzung mit einer Einleitung, Erläuterungen und Glossar herausgegeben von Fritz Krafft. Marixverlag, 2005).
- Harmonice Mundi. (Deutsch: Weltharmonik) Unveränderter Nachdruck der Ausgabe von 1939. Übersetzt und eingeleitet von Max Caspar. 7. Auflage 2006. Oldenbourg Verlag, ISBN 978-3-486-58046-4 (Nachdruck erhältlich auch unter: Johannes Kepler – Was die Welt im Innersten zusammenhält. Antworten aus Schriften von Johannes Kepler. (Mysterium cosmographicum, Tertius interveniens, Harmonice mundi) in deutscher Übersetzung mit einer Einleitung, Erläuterungen und Glossar, herausgegeben von Fritz Krafft, Marixverlag, 2005).
- Harmonice Mundi. (Deutsch: Weltharmonik) III. Buch, übersetzt und kritisch kommentiert von Hilmar Trede, 1. Auflage 2011. Ugrino-Verlag Henny Jahn, ISBN 978-3-9814459-0-9 (herausgegeben von Henny Jahn).
- Dioptrice. (Deutsch: Dioptrik oder Schilderung der Folgen, die sich aus der unlängst gemachten Erfindung der Fernrohre für das Sehen und die sichtbaren Gegenstände ergeben. Übers. u. hrsg. von F. Plehn. 2. Auflage. Deutsch, Thun u. Frankfurt/Main 1997 (Ostwalds Klassiker der exakten Wissenschaften, Bd. 144), ISBN 3-8171-3144-5).
- Tabulae Rudolfinae. (Deutsch: Die Rudolfinischen Tafeln).
- Astronomia Nova. (Deutsch: Neue Astronomie) (Nachdruck Oldenbourg Verlag, ISBN 978-3-486-55341-3, erhältlich auch unter: Johannes Kepler: Astronomia Nova: Neue, ursächlich begründete Astronomie. Hrsg. u. eingel. v. Fritz Krafft (Bibliothek des verloren gegangenen Wissens) 2005. LVIII, 576 S., Marixverlag, ISBN 3-86539-014-5).
- Somnium. (Deutsch: Der Traum).
- Nova stereometria doliorum vinariorum. (Deutsch: Neue Stereometrie der Weinfässer). Johannes Plancus, Linz 1615 (Online).
- Von den gesicherten Grundlagen der Astrologie. (Nachdruck erhältlich unter ISBN 3-925100-38-5).
- Neue Astronomie von Johannes Kepler, Unveränderter Nachdruck der Ausgabe von 1929. Oldenbourg Wissenschaftsverlag, München 1990, ISBN 978-3-486-55341-3.
- Tertius Interveniens. Warnung an etliche Gegner der Astrologie das Kind nicht mit dem Bade auszuschütten. Eingeleitet und mit Anmerkungen versehen von Jürgen Hamel. Deutsch, Frankfurt/Main 2004 (Ostwalds Klassiker der exakten Wissenschaften, Bd. 295), ISBN 3-8171-3295-6.
- Vom Neuen Stern im Fuß des Schlangenträgers. Übersetzt von Eva und Otto Schönberger und Eberhard Knobloch. Königshausen & Neumann, Würzburg 2006, ISBN 978-3-8260-3139-7.
- Kurze Darstellung der Copernicanischen Astronomie in sieben Bänden. Übersetzt von Eva und Otto Schönberger und Eberhard Knobloch. Königshausen & Neumann, Würzburg 2009, ISBN 978-3-8260-4202-7.
- Vom wahren Geburtsjahr Christi. Übersetzt von Eva und Otto Schönberger. Verlag Marie Leidorf, Rahden 2016, ISBN 978-3-86757-106-7.
- Neujahrsgabe oder vom sechseckigen Schnee. Keiper, Berlin 1943 (64 S., Latein: Strena Seu De Nive Sexangula. Frankfurt 1611. Übersetzt von Fritz Roßmann).

Online-Ausgaben
- De Stella nova in pede serpentarii. Auf: Rare Books Collection at the Vienna Observatory. (Elektronische Facsimile-Editionen der Buchsammlung der Universitätssternwarte Wien, download PDF).

- Digitalisate von Werken Keplers bei archive.org.
- Joannis Kepleri Sae. Cae. Mtis. Mathematici Dioptrice Seu Demonstratio eorum quae visui & visibilibus propter Conspicilla non ita pridem inventa accidunt. 1611, E-Book der Universitätsbibliothek Wien.
- Kepler Gesamtausgabe der Bayerischen Akademie der Wissenschaften.

## Bildnisse von Johannes Kepler
Es gibt verschiedene Bilder oder Gemälde, die Johannes Kepler zeigen, aber wenige davon können wirklich als ein originales Porträt bezeichnet werden. Die weiteren sind Kopien davon, oder manchmal nur Darstellungen des Astronomen, wie sich der Künstler ihn sich vorgestellt hat. Folgende Bilder sind wahrscheinlich nach dem lebenden Modell gezeichnet worden:
- ein Miniaturgemälde (Öl auf Kupfer), das aus der Zeit aus Keplers erster Ehe stammt und in der Sternwarte Pulkovo aufbewahrt wird.[51]
- das sogenannte Straßburger Porträt: ein Ölgemälde, das Kepler selbst seinem Freund Matthias Bernegger im September 1620 geschenkt hat und das Bernegger dann 1627 an die Straßburger weiter gegeben hat.[52] Es befindet sich heute im Straßburger Thomasstift. Dieses Straßburger Porträt wurde mehrmals nachgemalt, sei es für Kupferstiche oder spätere Ölgemälde.
- ein Ausschnitt des Frontispiz der Rudolphinischen Tafeln, der den Autor zeigt. Das Frontispiz ist ein Kupferstich von Georg Cöler nach einem Entwurf von Kepler selbst.

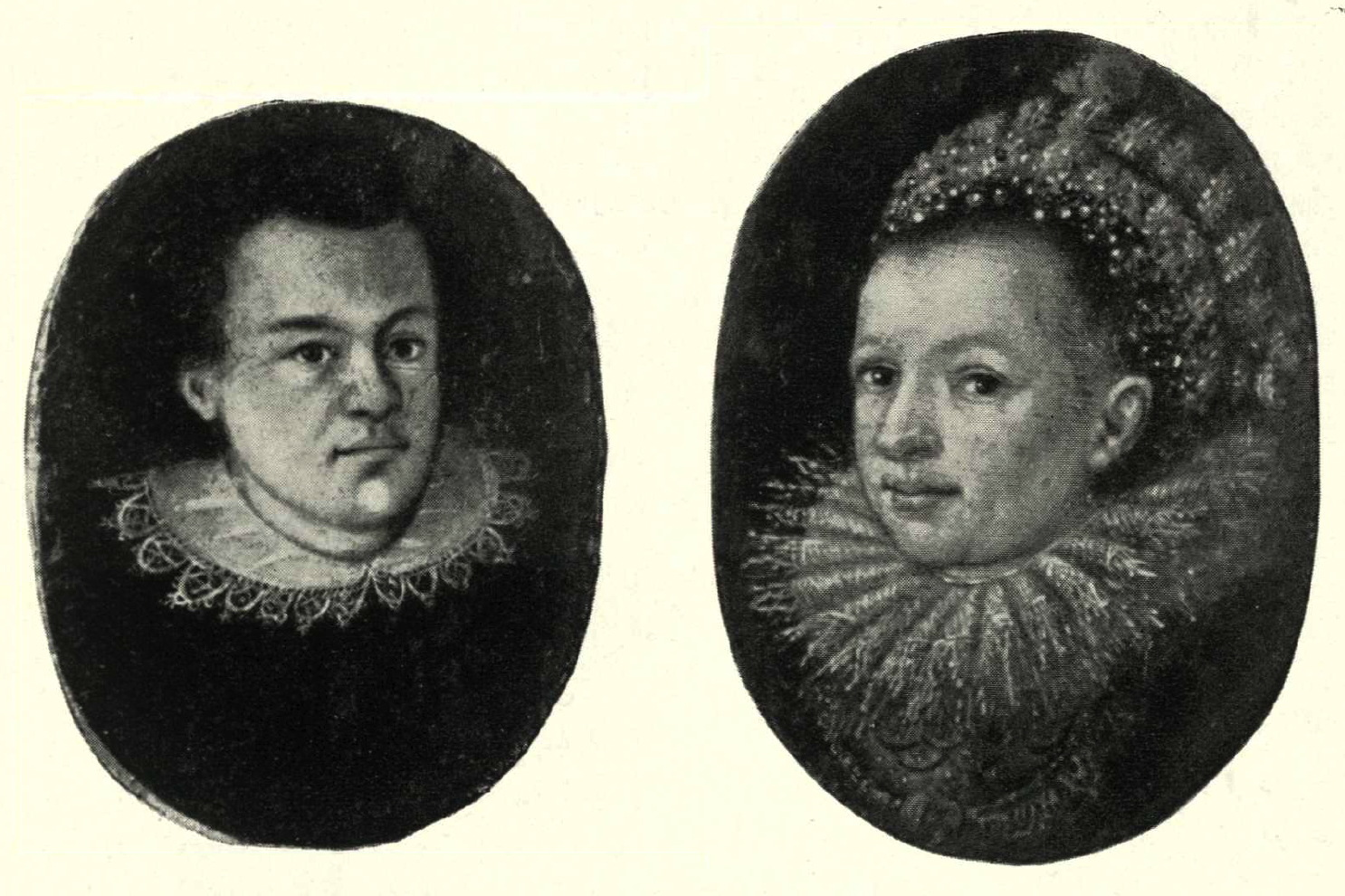
Miniaturgemälde: Barbara Müller und Johannes Kepler
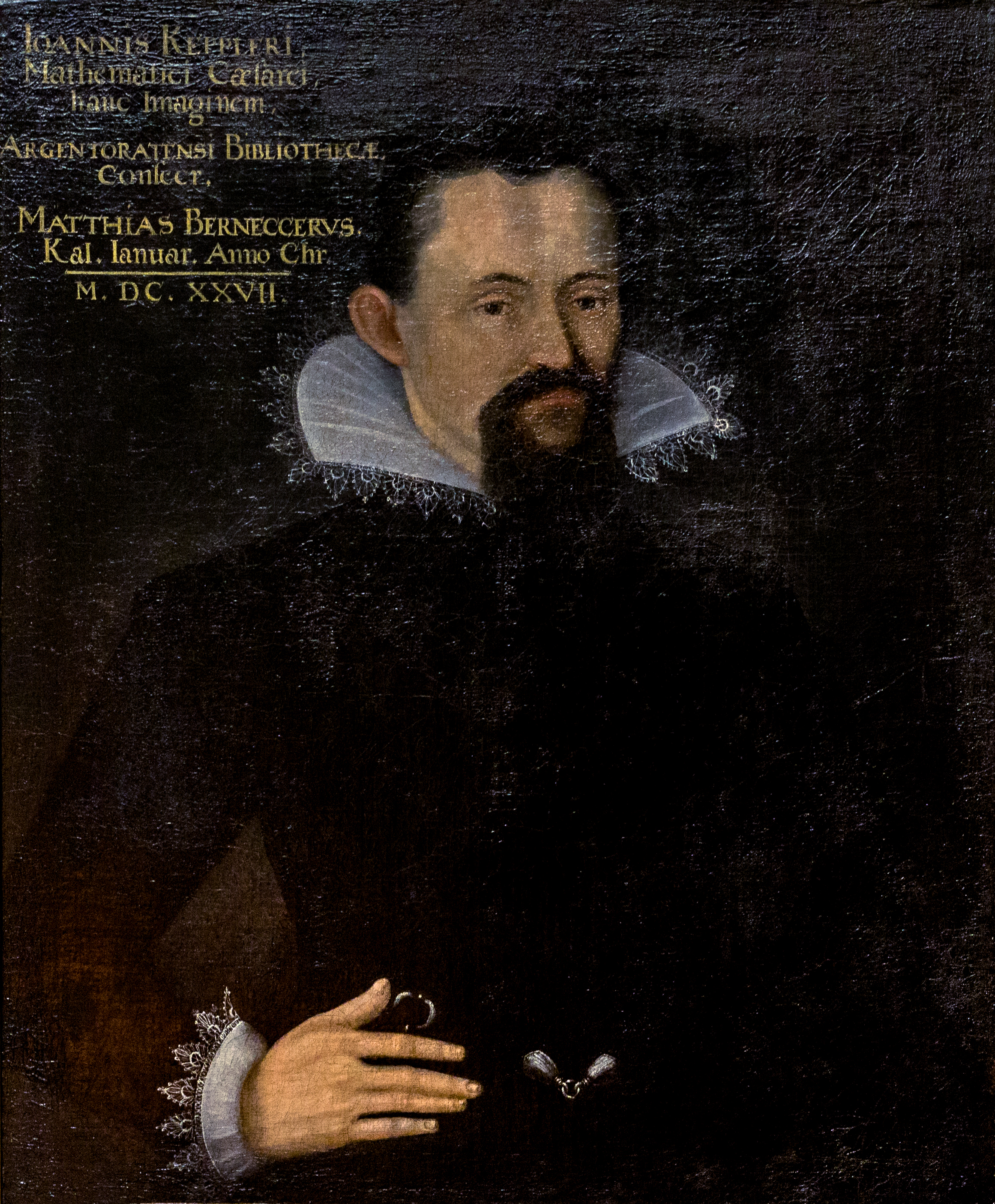
Das „Straßburger Porträt“.
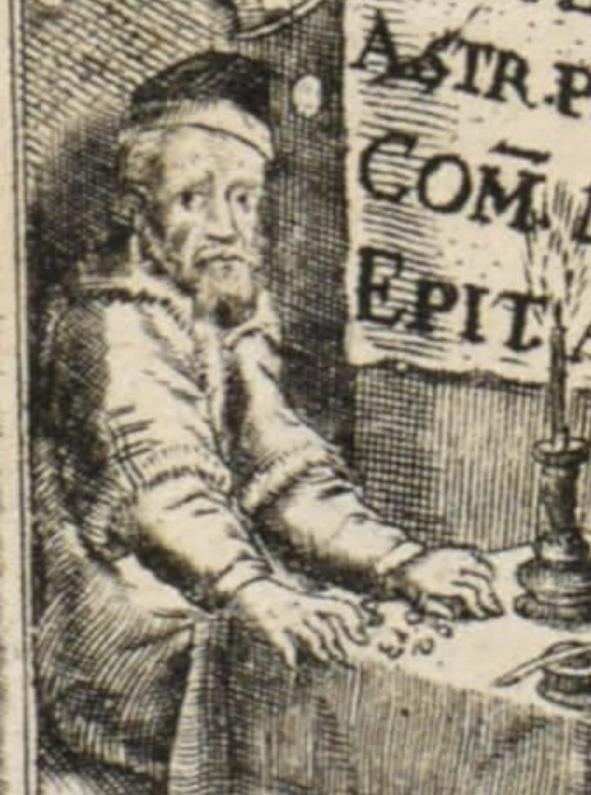
J. Kepler, im Frontispiz der Rudolphinischen Tafeln

Die meisten der überlieferten Bildnisse Keplers sind vom Straßburger Porträt abgeleitet:
- zum Beispiel Jacob van der Heydens Kupferstich. Dieser wurde von Bernegger zur weiteren Verbreitung bestellt. Laut Keplers Zeitgenossen Wilhelm Schickard und Thomas Lansius gibt dieses Bild Kepler leider nur ungenügend wider.[51] Weitere Bilder haben diesen Kupferstich zur Vorlage.
- eine Kopie, 1881 von Hugard de Latour realisiert, befindet sich in der Bibliothek des Pariser Observatoriums.[53]
- eine andere wurde 1910 von August Köhler hergestellt.[54] Sie befindet sich im Kepler-Museum von Weil der Stadt. Man erkennt dieses weitverbreitete Bild an ihren zusätzlichen Attributen Globus und Zirkel.

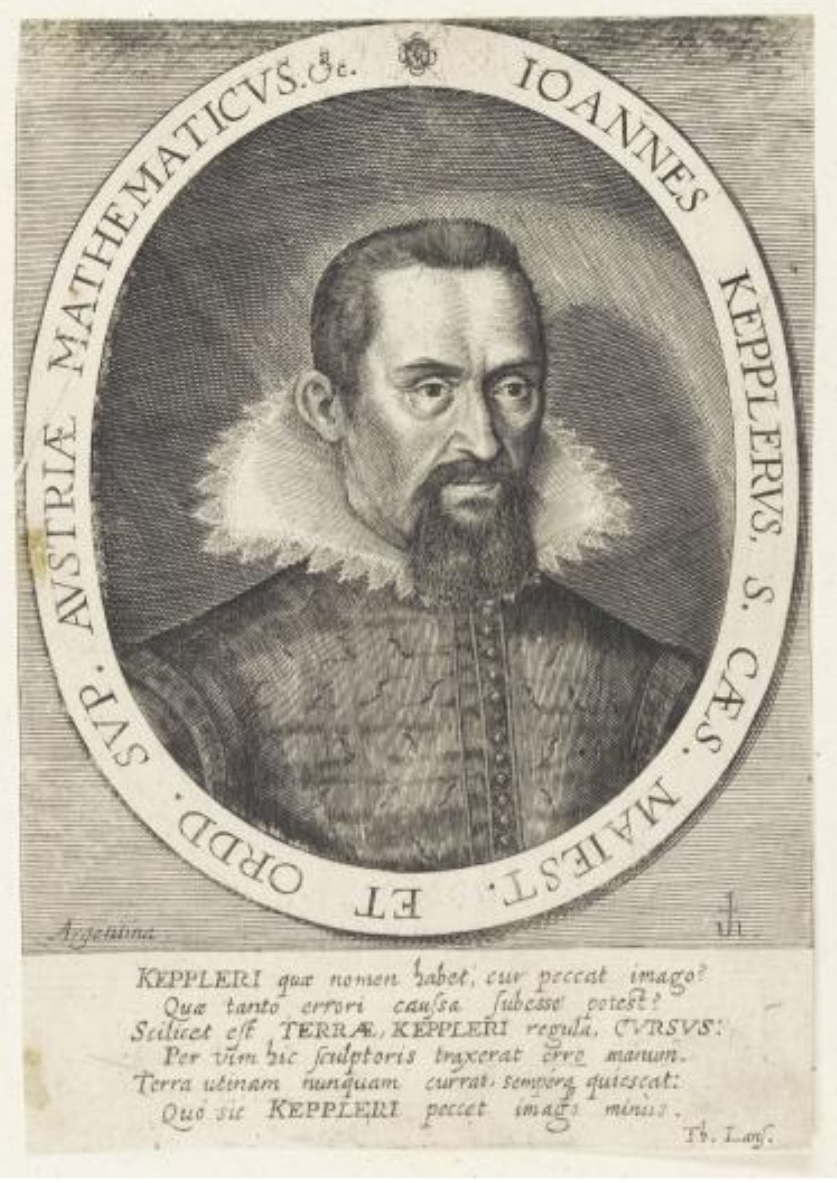
Van der Heydens Kupferstich, mit der Epigramma von Thomas Lansius.
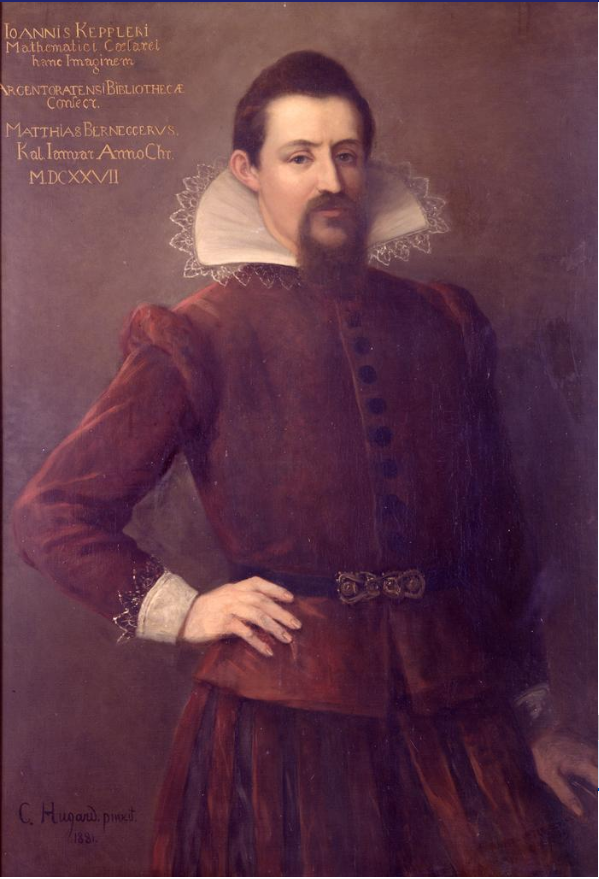
Die Pariser Kopie des Straßburgers Porträt.
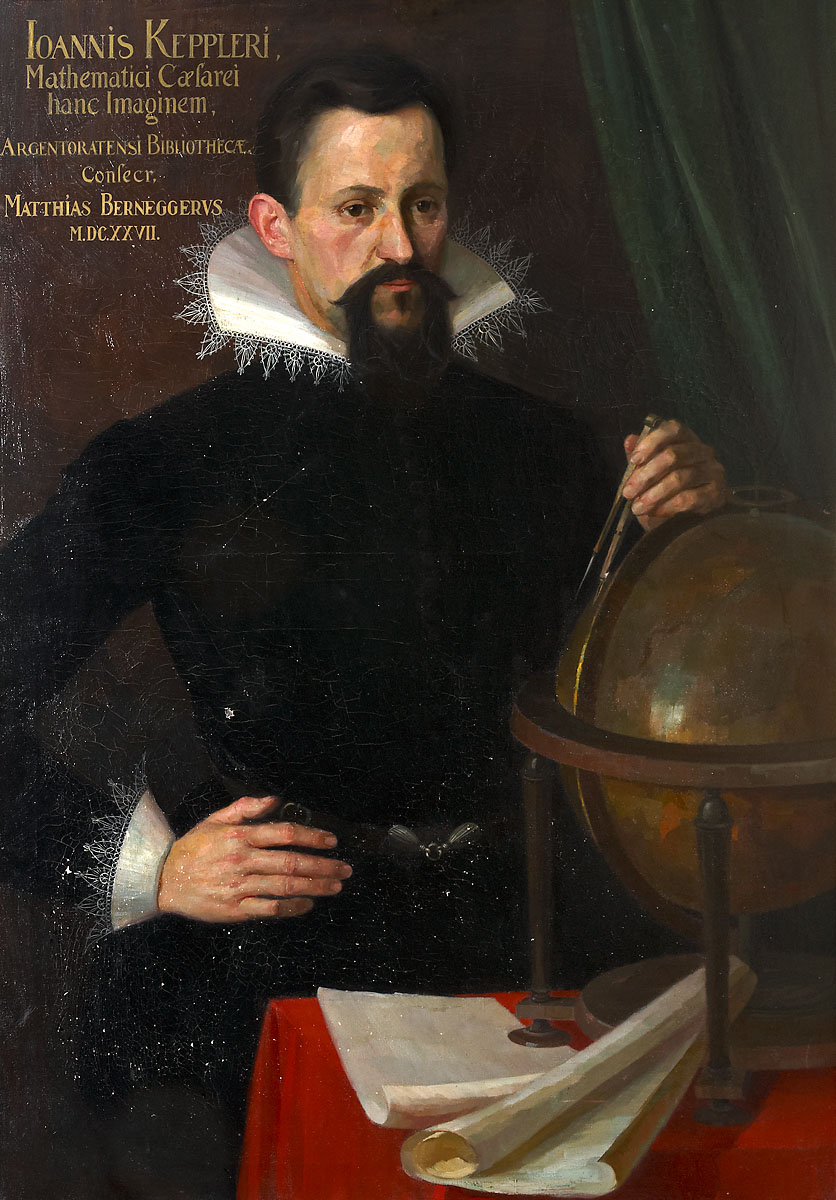
August Köhlers Kopie mit Globus und Zirkel.

Zwei aus dem 17. Jahrhundert stammende Gemälde sind als wahrscheinliche Keplersporträts genannt:
- das erste ist von Hans von Aachen und stammt laut Shore und Pavlik aus dem Jahr 1612.[55]
- das zweite, „Linzer Miniatur“ genannt und mehrmals restauriert,[56] befindet sich im Oberösterreichischen Landesmuseum in Linz. Der Dargestellte ähnelt dem Kepler des Frontispizes der Rudolfinischen Tafeln.

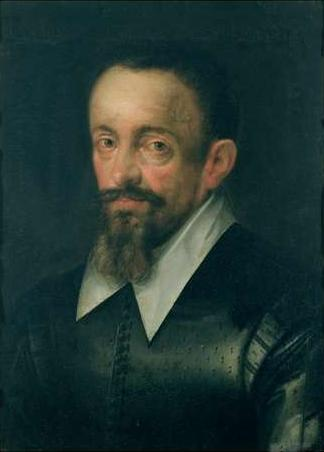
Vermutlicher Kepler von Hans van Aachen (ca. 1612).
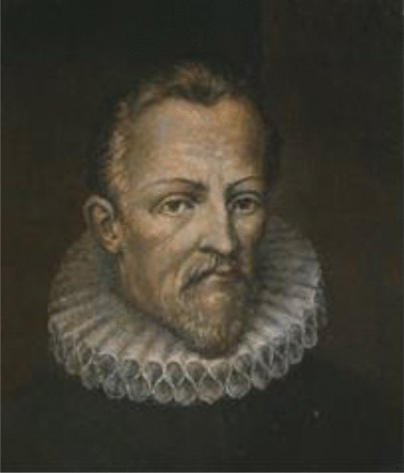
Linzer Miniatur.

Während des 19. Jahrhunderts sind mehrere Bilder erschienen, mehr oder wenig der historischen gleichend:

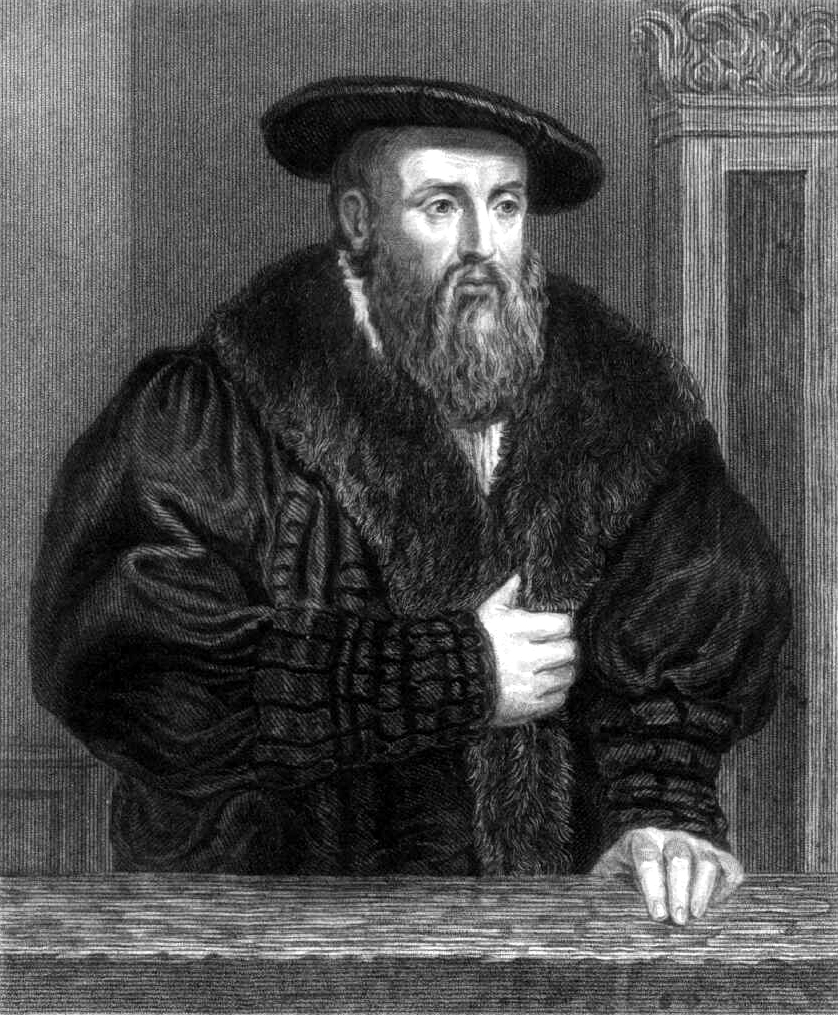
Stich von Frederick Mackenzie (1787–1854).
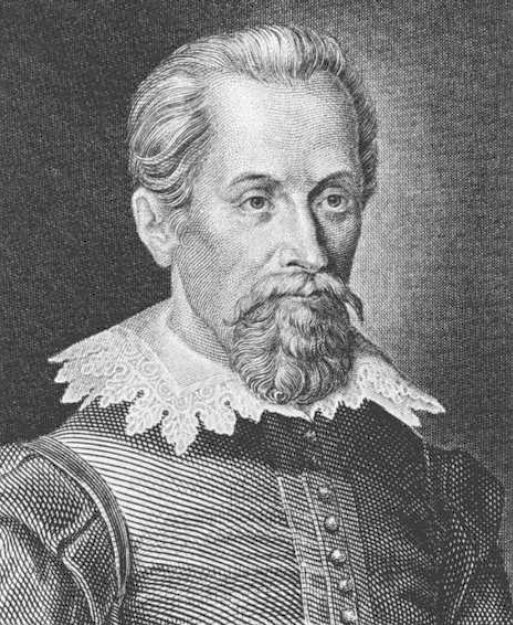
Stahlstich von Karl Barth (1787–1853).

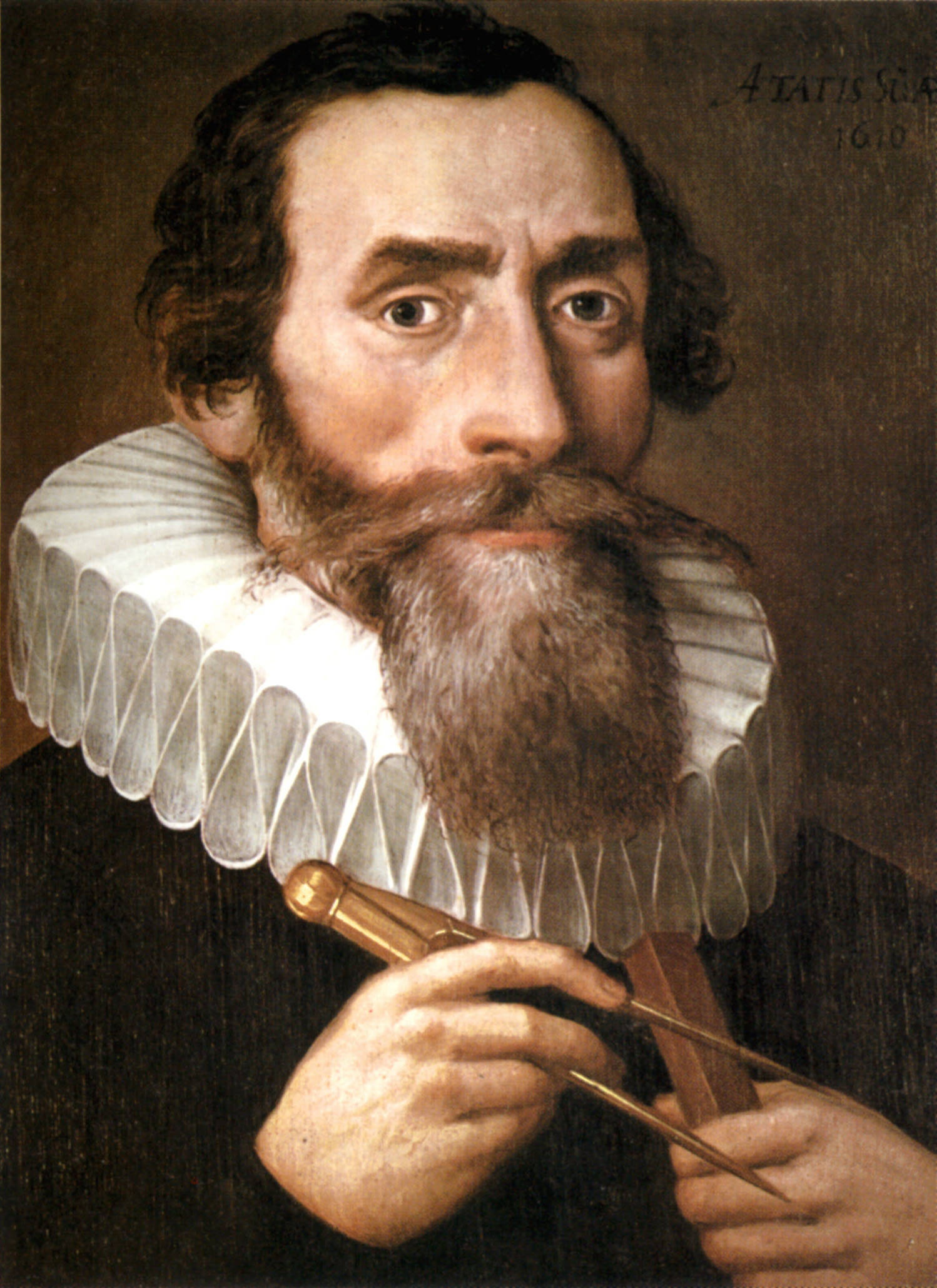
Das umstrittene Kremsmünsterer Porträt: Johannes Kepler oder Michael Mästlin?

2006 wurde in diesem Artikel bei Wikipedia das Bild eines Astronomen mit klarem Blick, in Kleidern des 17. Jahrhunderts eingestellt, das Kepler zeigen sollte. Dieses Porträt verbreitete sich sehr schnell im Internet sowie in Büchern und Zeitschriften, sodass es zum quasi-offiziellen Keplerbild wurde, während es vor 2005 nur selten benutzt worden war.
2021 erschien in der Zeitschrift Physics Today ein Artikel, der die Identität der dargestellten Figur und die Echtheit des Gemäldes in Frage stellte. Laut der Autoren stellt das Bild eher Michael Mästlin dar, Keplers Lehrer in Tübingen. Das Gemälde wurde 1873 vom Abt des Stifts Kremsmünster erworben, aber 1930 von Ernst Zinner als nicht authentisch bezeichnet und stellt nach ihm eher Mästlin dar. Die Herkunft und Datierung dieses Gemäldes ist noch nicht geklärt.

## Film
- 1974 kam in der DDR der biographische Spielfilm Johannes Kepler (Regie Frank Vogel) in die Kinos. Der Film stellt die Linzer Zeit von Kepler in den Vordergrund und konzentriert sich auf die Rettung der Mutter, die in einem Hexenprozess verurteilt werden sollte.[59]
- 2015 sendete arte den Film L’Oeil de l’astronome in der deutschen Version Johannes Kepler oder Der Blick zu den Sternen.[60]
- 2020 sendete arte das Dokudrama Johannes Kepler, der Himmelsstürmer von Susanne Utzt (Buch) und Christian Twente (Regie)[61]